# Droit d'auteur
Le droit d'auteur est l'ensemble des droits dont dispose un auteur ou ses ayants droit (héritiers, sociétés de production), sur ses œuvres originales. Il définit notamment les règles et conditions d'utilisation et de réutilisation d'une œuvre, qu'il s'agisse d'une œuvre littéraire ou musicale, d'une création graphique, sonore ou audiovisuelle, d'un logiciel, d'une création de mode. Les artistes-interprètes, les producteurs de vidéogrammes et de phonogrammes, et les entreprises de communication audiovisuelle ont également des droits voisins du droit d'auteur.
C'est une construction juridique, philosophique et politique née en Europe parallèlement au développement de l'imprimerie et à l'institutionnalisation de l'édition, et dont le sens et la portée ont beaucoup évolué depuis, notamment depuis le développement du numérique.
Il est composé de deux types de droits :
- le droit moral, qui reconnaît notamment à l'auteur la paternité de l’œuvre et le respect de son intégrité. Dans certains pays, dont la France[3], il est perpétuel, inaliénable et imprescriptible ;
- les droits patrimoniaux, qui confèrent un monopole d’exploitation économique sur l'œuvre, pour une durée variable (selon les pays ou cas) au terme de laquelle l'œuvre entre dans le « domaine public ».

Attention : le droit d’auteur ne protège pas les idées ou les concepts en France.

## Histoire

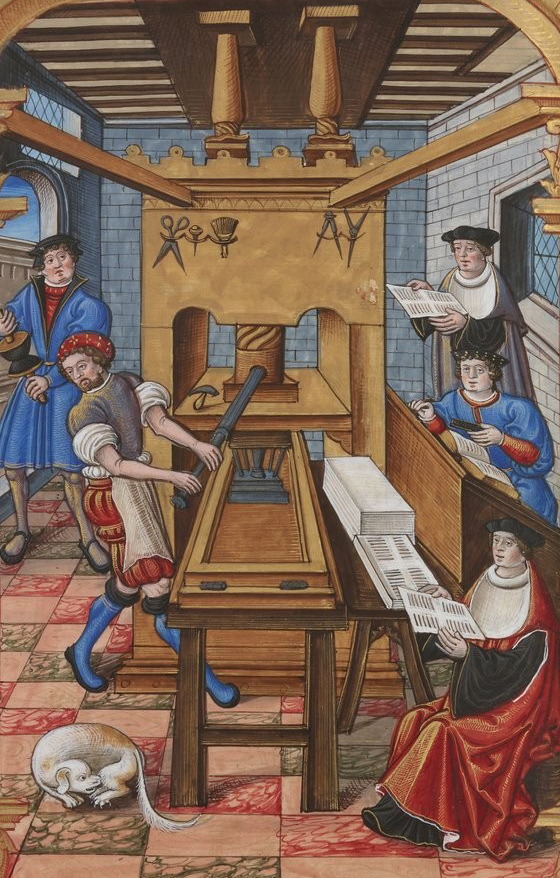
Avec l’apparition de l’imprimerie au XVe siècle, les premiers monopoles d'exploitation sur les œuvres ont été accordés par lettres patentes.

La notion de droit d'auteur existe depuis le Moyen Âge, mais elle n'était pas ou quasiment pas reconnue comme aujourd'hui. À l'époque, il était possible de copier des œuvres, de les détourner et de se les approprier. L’auteur ne savait pas si son texte serait reproduit à l’identique ou si son nom y serait associé, mais avec le temps cette notion a évolué.
Durant l’Antiquité et le Moyen Âge et encore aujourd’hui dans une grande partie du monde (Afrique, Inde, Asie du Sud-Est, Amérique du Sud), l’essentiel de la création artistique repose sur l'artisanat, très souvent anonyme avec de faibles possibilités de production en série.
Les œuvres littéraires et musicales sont le plus souvent transmises oralement, alors que leur reproduction est réservée aux rares personnes qui maîtrisent l’écrit. C'est pourquoi la majeure partie du corpus artistique reste anonyme jusqu'à la Renaissance et dans les pays dits en développement.
En Europe, le développement de l’imprimerie par Johannes Gutenberg, vers 1450, permet une plus large diffusion des œuvres et la généralisation de l'accès à l'écrit. En contrepartie de la censure préalable des contenus publiés, le pouvoir royal concède aux imprimeurs un monopole d'exploitation sur une œuvre, appelé « privilège », valable pour un territoire et une durée déterminés. Ce privilège de copie permet à la monarchie d'exercer un certain contrôle sur la diffusion de la pensée.
Le phénomène concurrent de la Renaissance fait émerger un individualisme qui prend de l'importance dans le domaine de la création, et les auteurs cherchent à être reconnus pour leur travail créatif, ce que manifeste l'usage de la signature des œuvres. En Angleterre, les intérêts des éditeurs et des auteurs sont, dès le XVIIe siècle, présentés comme « solidaires », et les intermédiaires sont considérés comme incontournables. Cela explique l’écart existant dès l’origine entre les fondements philosophiques du copyright et ceux du droit d'auteur continental.

### Premières législations
La première véritable législation protectrice des intérêts des auteurs est le « Statute of Anne » du 10 avril 1710,. L'auteur jouit à cette époque d'un monopole de 14 ans, renouvelable une fois sur la reproduction de ses créations.
Bien que sous l'influence de Beaumarchais et de Franklin, la constitution des États-Unis de 1787 protège expressément le droit exclusif de l'auteur (voir la rédaction de l'article 1), la loi fédérale de 1790 a introduit dans l'Union le régime anglais du droit d'auteur.
En 1777, Pierre-Augustin Caron de Beaumarchais, artiste et homme d'affaires, fonde la première société d'auteurs en France dans le but de promouvoir la reconnaissance de droits au profit des auteurs. C'est-à-dire qu'il défend le fait que les auteurs méritent un salaire. Il ne s'agit pas seulement de protéger les revenus de l'auteur, mais aussi l'intégrité de son œuvre contre les dénaturations fréquentes introduites à l'époque dans l'interprétation par les acteurs et dans l'impression par les imprimeurs. L'idée de protéger l'œuvre de l'esprit, que l'on retrouve chez plusieurs penseurs de cette époque, comme du siècle précédent, est tout à fait présente dans l'innovation de Beaumarchais.
Dans la nuit du 4 août 1789, les révolutionnaires français abolissent l’ensemble des privilèges. Les lois du 13 janvier 1791, 19 janvier 1791 et du 19 juillet 1793 quant à elles, accordent aux auteurs le droit exclusif d'autoriser la reproduction de leurs œuvres pendant toute leur vie puis aux héritiers pendant une durée de cinq ans. À l’issue de ce délai, l’œuvre entre dans le domaine public.
Au cours du XIXe siècle, les tribunaux et les juristes, notamment français et allemands, font à nouveau évoluer les grands principes de la « propriété littéraire et artistique ». La formule « droit d’auteur » est reprise par Augustin-Charles Renouard dans son traité sur les droits d’auteur dans la littérature, publié en 1838, et se veut en opposition avec l'expression propriété littéraire. On quitte progressivement le terrain du support matériel, de la copie, du papier et de l'encre pour considérer l'œuvre de l'esprit, quelle que soit sa forme.
Pendant le Front populaire, les ministres Jean Zay et Marc Rucart proposent un projet de loi abolissant la propriété littéraire et artistique, le remplaçant par un droit d'auteur inaliénable, et faisant du contrat d'édition non pas un contrat de cession des droits, mais un contrat de concession temporaire à l'étendue extrêmement limitée. Déposé le 13 août 1936, ce projet de loi, soutenu par les auteurs, se heurta à une opposition farouche des éditeurs, notamment Bernard Grasset. Les débats animés autour de cette question furent interrompus par la guerre en 1939.
C'est parmi les opposants illustres au projet Zay-Rucart, comme René Dommange, François Hepp et Jean Escarra, que l'on retrouve les rédacteurs de la réforme du droit d'auteur du régime de Vichy, puis, après la Libération, de la loi du 11 mars 1957 qui réinstaure la propriété littéraire. Sera néanmoins conservée l'idée d'un droit moral perpétuel et imprescriptible tel qu'il existe aujourd’hui.
Parallèlement, pendant tout le XXe siècle, la durée de protection est augmentée, notamment aux États-Unis d'Amérique. Le champ du droit d'auteur est étendu aux nouvelles formes d'œuvres, telles que le cinéma ou les jeux vidéo, puis à certaines créations utilitaires (logiciels, dessins et modèles ou bases de données).

### Influence d'Internet et des nouvelles technologies
À la fin des années 1990, alors que l'Organisation mondiale du commerce (OMC) prend une place importante, le développement d'Internet et des nouvelles technologies de l'information et de la communication (NTIC) révolutionne la diffusion interactive des savoirs et savoir-faire. L'accès à ces technologies, devenu plus facile et largement répandu, a entrainé un débat sur  la légitimité du droit d'auteur et du droit d'exposition. Par exemple, certaines décisions judiciaires interdisent la publication de photos d'oeuvres d'art et architecturales récentes, même lorsqu'ils se trouvent dans l'espace public et sont conçus pour être vus par tous. Cela remet en question des principes comme l'accès gratuit au patrimoine artistique, établi depuis deux siècles.
Ce débat s'explique en partie par l'émergence de nouvelles possibilités de travail collaboratif et participatif, notamment autour des données publiques, qui sont parfois considérées comme un bien commun (tout en étant produites par des auteurs individuels). Depuis la fin du XXe siècle, les NTIC permettent aussi de créer des œuvres collaboratives et évolutives, donc à auteurs multiples et qui n'ont pas vocation à être figées ou terminées (Wikipédia en est un exemple).
Dans un contexte de crise économique, sociale et environnementale (aggravée après 2008), et face à l'émergence d'une société de l'information, certaines oeuvres protégées par des brevets ou des droits d'auteurs sont perçues de manière contrastée. Pour certains, elles assurent une diffusion sécurisée et permettent une valorisation économique. Pour d'autres, elles limitent l'accès, notamment pour les personnes moins favorisées, ou freinent la diffusion à cause de contraintes liées au copyright et aux royalties.
Dans le même temps, le « brevetage du vivant » et de gènes manipulés, rendu possible dans les années 1980, suscite de vives controverses. Par ailleurs, le  téléchargement illégal de contenus (musique, cinéma, logiciels) a explosé, encouragé par des connexions Internet de plus en plus rapides.
Cette remise en question du droit d'auteur et de la propriété intellectuelle, dans le cadre de la nouvelle économie numérique, s'inscrit dans un débat plus large. Elle touche aux modèles de régulation des secteurs culturels et technologiques, dont l’essor bouleverse les équilibres économiques et sociaux. Pourtant, depuis l'invention de l'imprimerie, les innovations technologiques (disque, radio, télévision, cassettes, etc.) ont souvent conduit à un renforcement des droits de l'auteur. Aujourd'hui, beaucoup contestent et réclament un allègement de certaines contraintes induites par le copyright pour mieux concilier intérêt général et intérêt particulier dans l'ère numérique.

#### Droits voisins
Avec l’invention de nouvelles technologies puis l’arrivée du Web, les pratiques de production, distribution et de consommation des contenus ont grandement évolué. Pour faire face à tous ces changements, un nouveau type de droits d’auteur a été mis en place : les droits voisins. Ils voient le jour pour la première fois en 1961 lors de la Convention de Rome, en réponse à l’apparition de nouvelles technologies comme les magnétophones ou les lecteurs VHS. Ce sont des droits attribués aux différentes parties ayant participé directement au processus de création d’une œuvre, sans pour autant en être l’auteur principal. Les droits voisins permettent à ces parties de recevoir des compensations financières lors de l’utilisation des œuvres.
Les droits voisins sont, dès leur création, présents dans les domaines artistiques comme la musique ou le cinéma. Ils sont d'autant plus importants depuis l'apparition des plateformes de streaming et de service de vidéo à la demande.
Depuis quelques années, ils intègrent également le monde de la presse. En 2019, une première législation du Parlement européen impose aux plateformes numériques telles que Google ou Facebook de rémunérer les éditeurs et journaux de presse lorsqu’ils utilisent un article, maintenant soumis à des droits voisins.

## Fondements

### Fondements philosophiques
Le droit d'auteur trouve ses fondements dans la théorie philosophique du naturalisme. Celle-ci se partage en deux courants : d'une part la conception fondée sur le travail, dérivée des travaux de John Locke, et d'autre part la théorie de la personnalité, dérivée des écrits de Kant et de Hegel.
Selon John Locke, l’Homme en tant qu'être conscient et pensant, est propriétaire de lui-même. Or, l’Homme incorpore dans son travail une partie de sa personne, et devient dès lors propriétaire de l’œuvre originale qui résulte de son effort créatif. L'œuvre originale, incorporant la conscience de son auteur à des données de la nature, est donc soumise à la forme la plus pure de la propriété.
C'est à partir des conceptions de Locke que Frédéric Bastiat a promu un droit de propriété perpétuel, arguant que l’auteur étant le propriétaire total de son œuvre, il devait pouvoir la vendre et en faire héritage sans limites. Cette idée de monopole perpétuel de l’auteur a été reprise par Marcellin Jobard, sous le nom de « monautopole ». Bien que cette idée n’ait jamais été intégralement appliquée, l’existence d’un droit moral perpétuel dans le droit d’auteur français rejoint cette philosophie.
La théorie de la personnalité met en relief le rôle de l’auteur. Pour Kant, le lien qui unit l’auteur et son œuvre doit être compris comme une partie intégrante de la personnalité de son auteur. Pour Hegel, c'est la manifestation de volonté de ce dernier, dont le fruit constitue l’œuvre, qui fonde le droit. La théorie de la personnalité se présente donc comme un fondement particulièrement adapté aux conceptions française et allemande du droit d'auteur, qui ont les premières consacré le concept de droit moral.
À l’inverse, la théorie du droit naturel n'est pas reconnue dans les pays qui appliquent le copyright : l'application du droit d'auteur y a pour but d'augmenter la diffusion de la culture.

### Fondements économiques
Sur le plan économique, l’œuvre de l’esprit est un bien non exclusif, c'est-à-dire qu’il n’est pas possible d’empêcher un agent d'utiliser ce bien, et un bien non rival, c'est-à-dire que son utilité ne décroît pas si le nombre d'utilisateurs augmente. Elle possède donc les qualités d'un bien public.
À l’inverse, le support physique par lequel l’œuvre est communiquée est un bien rival et exclusif. Par exemple, lors d'une représentation théâtrale, l’œuvre dramatique elle-même est un bien public, alors que les sièges loués par les spectateurs sont des biens rivaux et exclusifs. On peut alors dégager deux problématiques économiques principales liées aux œuvres :
- le coût de conception de l’original qui induit nécessairement des coûts fixes ;
- le coût de duplication de l’exemplaire original, qui induit des coûts marginaux.

Pour certaines œuvres, comme la plupart des œuvres cinématographiques, les frais de conception sont élevés, alors que les coûts d'édition d'une copie supplémentaire de l’œuvre (coûts marginaux) sont négligeables, notamment en cas de transmission numérique. D'autres œuvres en revanche, comme la plupart des spectacles vivants, ont un coût de conception faible (écriture de scénario, conception de chorégraphie, etc.). Mais l’acte de représentation peut avoir un coût important, car il nécessite la mise en œuvre de moyens non négligeables (Loi de Baumol).
|             | Coût faible               | Coût élevé                   |
| ----------- | ------------------------- | ---------------------------- |
| Conception  | Chanson, Spectacle vivant | Cathédrale, Film             |
| Duplication | Chanson, Film             | Cathédrale, Spectacle vivant |

Le but du droit d'auteur est d'apporter une solution séquentielle à la contradiction entre financement des auteurs et libre accès aux œuvres. L'instauration du droit d'auteur vise à rendre l’œuvre de l’esprit exclusive, en octroyant à l’auteur un monopole d'exploitation sur sa découverte.
Le droit d'auteur encourage l’auteur à couvrir ses frais de création, et lui permet de percevoir une rémunération par l’exploitation pécuniaire du monopole qui lui est conféré. Dans un premier temps, l’auteur perçoit ainsi une rémunération équitable pour son travail. La possibilité de céder ou de concéder les droits d'auteur favorise une large diffusion des œuvres de l’esprit. Il existe aujourd'hui de multiples façons pour les auteurs de concéder leurs droits d'auteur, que ce soit à des professionnels ou des particuliers via de systèmes de ventes privées ou publiques.
Les producteurs et éditeurs qui deviennent cessionnaires des droits d'auteur bénéficient d'une sécurité juridique leur permettant de rentabiliser leurs investissements dans la création, et de financer par la suite de nouvelles œuvres. Le monopole de l’auteur a une durée limitée, fixée généralement à 50 ou 70 ans post mortem. Cependant, si ce monopole est accordé pour une durée qui excède le temps nécessaire pour couvrir les investissements, le bien-être social est diminué par cette rente de situation. C'est pourquoi une partie des économistes est opposée à l’extension continue de la durée du droit d'auteur. Dans un second temps, la protection juridique disparaît et l’œuvre entre dans le domaine public, ce qui permet à chacun de l’utiliser librement et gratuitement. L'œuvre est alors à nouveau un bien non exclusif, et son utilité sociale est maximale.
Dans la mesure où le droit d'auteur exclut les utilisateurs qui ne veulent ou ne peuvent pas payer pour l’usage de l’œuvre, alors que l’utilité retirée par les personnes qui versent une rémunération ne serait pas amoindrie si tous avaient accès à l’œuvre, il ne peut s'agir que d'une solution imparfaite. C'est pourquoi d'autres modes de financement, tels que le mécénat ou la subvention lui sont parfois préférés. Le droit d'auteur peut également se révéler insatisfaisant pour le financement des œuvres jugées insuffisamment rentables par les investisseurs. Le droit d'auteur encourage les investissements dans les œuvres qui auront le plus de chances d'obtenir un grand succès commercial, au détriment parfois d'une originalité – plus risquée – des œuvres. La préservation de la diversité culturelle implique donc de trouver des substituts au droit d'auteur. Le cinéma d'auteur est ainsi souvent soutenu par des aides financières.
Des limites des justifications économiques (au sens d'économie néoclassique) au droit d'auteur sont largement apparues avec la crise liée à l'apparition du téléchargement illégal et au streaming. On s'est en effet aperçu que les violations du droit d'auteurs engendrées ne diminuait pas le nombre d'albums produits. Au contraire, le nombre de nouveaux albums tels qu’enregistrés par Nielsen Soundscan est passé de 35,516 en 2000 à 79,695 en 2007. Cela se comprend lorsqu'on sait que les ventes de disques sont loin d’être la première source de revenus des artistes. Devant, il y a le travail non-artistique, la plupart des artistes vivant principalement d'un travail salarié à côté, et les revenus des concerts. En France, même les cours de musique et les droits voisins leur rapporteraient davantage.
En outre, cette théorie économique du droit d'auteur omet la nature irrationnelle du consommateur, notamment en matière de musique : les principales motivations à l'achat de musique numérique sont d'ordre émotionnel (soutenir l'artiste, pour montrer leur appréciation de l'œuvre, le respect pour les auteurs, etc.). Ainsi, les données sur la question laissent largement entendre que le téléchargement illégal pourrait ne pas avoir de réel effet d'éviction, comme l'aurait la distribution de chocolat/bonbons/patates sur les achats de chocolat/bonbons/patates. À l'inverse, l'accès libre à la musique pourrait déclencher des vocations et avoir un effet d'émulation, favorisant l'intérêt pour la musique. Au bout du compte, les artistes comme les consommateurs peuvent gagner beaucoup de la libre circulation de la musique.

## Généralités sur le droit d'auteur
Outre le droit international, on distingue deux manières d'appréhender le droit d'auteur dans le monde. Les pays de droit commun utilisent le copyright, tandis que les pays de droit romano-civiliste font référence au droit d'auteur.

### Droit international
Depuis le XIXe siècle, la propriété littéraire et artistique fait l’objet d'une réglementation mondiale :

#### Organisations internationales
Deux organismes internationaux sont particulièrement impliqués dans les questions relatives au droit d'auteur :
- l’Organisation mondiale de la propriété intellectuelle (OMPI) a pour mission de stimuler la créativité et le développement économique en promouvant un système international de propriété intellectuelle, notamment en favorisant la coopération entre les États[40] ;
- l’Organisation des Nations unies pour l’éducation, la science et la culture (UNESCO) assiste les pays en développement dans la protection du droit d’auteur, notamment au travers de l’action de l’Alliance Globale pour la Diversité Culturelle[41].

#### Conventions internationales

Signataires de la convention de Berne (en bleu).

La Déclaration universelle des droits de l’homme énonce que toute personne a droit à la protection des intérêts moraux et matériels découlant de toute production scientifique, littéraire ou artistique dont elle est l’auteur (article 27).
Les conventions internationales sur le droit d’auteur garantissent que, dans chacun des pays qui en sont signataires, les auteurs étrangers bénéficient des mêmes droits que les auteurs nationaux. Elles prévoient des règles communes et certains standards minimums, concernant notamment l’étendue et la durée de protection.
La quasi-totalité des États est signataire d'au moins l’une des principales conventions internationales relatives au droit d’auteur.
- La Convention de Berne du 9 septembre 1886, actuellement signée par 165 pays, instaure une protection des œuvres publiées comme non publiées, sans formalité d'enregistrement, mais les États peuvent exiger qu'elles fassent l’objet d'une fixation matérielle[42]. La Convention prévoit la reconnaissance du droit moral par les États signataires, et impose une durée de protection minimale de cinquante ans post mortem. Lors de leur adhésion, les États-Unis ont cependant formulé une réserve leur permettant de ne pas appliquer le droit moral.

Symbole du copyright.

- La Convention universelle sur le droit d’auteur, adoptée en 1952, introduit le signe ©[43]. Ce symbole, accompagné du nom du titulaire du droit d’auteur ou du copyright et de l’année de première publication de l’œuvre, garantit une protection dans tous les pays ayant adhéré à la Convention, y compris ceux prévoyant des formalités d’enregistrement. Cette convention a été adoptée pour permettre une protection des œuvres dans les pays qui ne souhaitaient pas adhérer à la Convention de Berne, notamment les États-Unis et l’URSS. En effet, à la différence de la Convention de Berne, la Convention universelle sur le droit d'auteur n'impose pas aux pays signataires de garantir le droit moral. Depuis l’adhésion de la majorité des États à la Convention de Berne, la Convention universelle a perdu de son importance, et le principe de l’enregistrement obligatoire a en général été abandonné. Toutefois, le signe © reste largement utilisé à titre informatif, pour indiquer qu’une œuvre fait l’objet d’une protection juridique.
- L'Accord sur les aspects des droits de propriété intellectuelle qui touchent au commerce, ou ADPIC, constitue un texte annexé à l’Accord instituant l’Organisation mondiale du commerce, signé en 1994[44]. Les ADPIC prévoient notamment des mesures de contrôle aux frontières pour lutter contre la contrefaçon.
- Le Traité de l'OMPI sur le droit d'auteur, signé en 1996, reconnaît la protection des programmes d'ordinateur et des bases de données par le droit d'auteur[45]. Ce traité reprend en grande partie les dispositions de la Convention de Berne, et les adapte à l’univers numérique.

Du fait de l’harmonisation opérée par les conventions internationales, la plupart des États garantissent des droits patrimoniaux et un droit moral à l’auteur sur ses œuvres de l’esprit originales. Des différences subsistent toutefois entre les pays de droit civil et les pays de common law (Australie, Canada, États-Unis, Nouvelle-Zélande et Royaume-Uni principalement).

### Droit d'auteur
Le droit d'auteur s'applique dans les pays de droit civil (Belgique et France notamment). Il protège les œuvres de l’esprit originales, dès leur création, même si elles sont inédites ou inachevées. Aucune formalité d'enregistrement ou fixation matérielle de l’œuvre n'est nécessaire pour bénéficier du droit d'auteur. Dans la plupart des pays, il n’est donc pas nécessaire d’inscrire la mention « tous droits réservés », ni le symbole ©, qui ne servent qu’à indiquer que l’œuvre est protégée par le droit d’auteur, et non à conférer la protection juridique. Un enregistrement volontaire peut toutefois s'avérer utile pour prouver sa qualité d'auteur, ou pour faciliter la gestion collective des droits.
La qualification d'œuvre de l'esprit suppose l’existence d'une création de forme perceptible par les sens. Les idées exprimées dans l’œuvre, qui sont de libre parcours, ne sont pas protégées en elles-mêmes. En conséquence, pour qu’il existe une atteinte au droit d’auteur, la forme originale par laquelle les idées sont exprimées doit être copiée. À titre d'exemple, le droit d'auteur interdit la reproduction du personnage de Mickey Mouse, mais n'interdit pas la création de souris anthropomorphiques en général. Un auteur peut ainsi reprendre cette idée pour créer une œuvre originale. Le style et les œuvres d'art conceptuel, de même que les théories scientifiques et les procédures, sont exclus du champ d'application du droit d'auteur faute de répondre à l’exigence d'une création de forme.
La condition d'originalité requiert que l’œuvre porte l’empreinte de la « personnalité » de son auteur. L'originalité est un concept distinct de celui de « nouveauté », utilisé en droit des brevets. Alors que la conception de l’originalité donnée par la Convention de Berne s'inspirait du droit d'auteur, les ADPIC adoptent une conception de l’originalité plus large, fondée sur l’investissement. Les œuvres utilitaires (logiciels, dessins et modèles) sont ainsi désormais, dans certains pays, protégées au même titre que les œuvres littéraires et artistiques.
Un des principes essentiels du droit d’auteur est que la propriété de l’œuvre est indépendante de la propriété de son support. Sauf en cas de cession des droits d’auteur à son profit, le propriétaire du support n’est jamais propriétaire de l’œuvre. Par exemple, le propriétaire d’un DVD n’est pas propriétaire du film qu’il contient, et le propriétaire d’un livre n’a pas la propriété de l’œuvre littéraire qui y est incorporée.
Le champ du droit d'auteur dépend de la législation de chaque pays. Sont généralement considérés comme des œuvres de l’esprit, sous réserve qu'ils soient originaux :
- les œuvres et les éléments d’architecture, les plans et les maquettes ;
- les sculptures ;
- les peintures, le dessin, les graffiti, les tatouages, ainsi que les œuvres de graphisme (lettrages, logos, mise en page, présentations publicitaires…) ;
- les chorégraphies, le pantomime, les numéros de cirque, les œuvres de prestidigitation[49], les défilés de mode ;
- les œuvres littéraires, qui regroupent la littérature, et les écrits scientifiques et utilitaires. Sont inclus dans cette catégorie, les romans, les poèmes, les scénarios, les chansons, les courriers ;
- les œuvres dramatiques, parmi lesquelles figurent le théâtre et l’opéra ;
- les œuvres musicales ;
- les œuvres vidéo, ce qui inclut le cinéma et les œuvres audiovisuelles, notamment celles qui sont destinées à la télévision ;
- les œuvres radiophoniques, telles que fictions, documentaires, reportages ;
- la photographie ;
- les œuvres des arts appliqués : les œuvres d'ingénierie et de design (tous les objets manufacturés de conception originale), les bijoux ;
- les œuvres multimédia, qui regroupent des créations de types distincts.

Ce dernier type d'œuvres regroupe par exemple un site web, un blog, ou un jeu vidéo qui peuvent rassembler des œuvres littéraires, vidéo et musicales. La protection du droit d'auteur est conférée à l’œuvre multimédia elle-même, et de façon distincte à l’ensemble des œuvres qui la composent.
Certains pays protègent la typographie comme propriété intellectuelle et industrielle. Après avoir lancée les prémices à la convention de Lisbonne de 1958, l'OMPI élabora en 1973 l'arrangement de Vienne qui établit une classification des éléments utilisés dans les typos et chartes graphiques. Faute de ratifications suffisantes, l'arrangement n'est pas entré en vigueur,,.
Dans la plupart des pays, les programmes informatiques, ainsi que l’ensemble des travaux préparatoires de conception aboutissant à leur développement, sont protégés par le droit d'auteur. Au contraire, les appareils qui utilisent ces programmes ou les inventions liées aux programmes peuvent être protégés par un brevet d’invention.
Dans certaines législations, le droit d'auteur s'applique aux bases de données ou aux dessins et modèles. Les listes contenues dans la loi ne sont pas limitatives, et la reconnaissance de la qualité d'œuvre de l’esprit relève donc du pouvoir des juges. À cet égard, le genre, le thème de l’œuvre ou son mérite artistique ne sont pas des critères de protection. Certains tribunaux ont ainsi pu reconnaître la protection du droit d'auteur à un annuaire.

#### Typologie des œuvres
Plusieurs termes consacrés, permettent de décrire la relation de l'œuvre à ses auteurs :
- l'œuvre individuelle, créée par une personne physique unique, appartient donc à cette personne ;
- l'œuvre anonyme est l’œuvre dont l’auteur a choisi de ne pas divulguer son identité, telle que La Vie de Lazarillo de Tormes ;
- l'œuvre orpheline est l’œuvre dont l’auteur demeure inconnu, sans que cela résulte de son choix ;
- l'œuvre pseudonyme est l’œuvre divulguée par l’auteur sous un nom d'emprunt, telle qu'une œuvre du Caravage ou de Le Corbusier ;
- l’œuvre dérivée (ou œuvre composite) est l’œuvre tirée d'une œuvre antérieure ce qui comprend les adaptations, les traductions, les adaptations musicales, les arrangements, les orchestrations[Berne 4] ;
- l’œuvre de collaboration est une œuvre créée par plusieurs personnes physiques, appelées coauteurs ; chaque coauteur peut exploiter indépendamment les produits de sa contribution à l'œuvre sous réserve de ne pas nuire à l'œuvre originale (exemple : musique originale d'un film)
- l’œuvre collective est l’œuvre créée par plusieurs personnes sous la responsabilité d'une personne physique ou d'une personne morale, et dans laquelle la participation de chacun est indivisible de l'œuvre elle-même ;
- l'œuvre inédite est l’œuvre qui n'a fait l’objet d'aucune communication au public.

La création d'une œuvre dérivée nécessite l’autorisation de l’auteur de l’œuvre originelle. Par exemple, le film Le Seigneur des Anneaux est une adaptation cinématographique du livre éponyme. L'œuvre dérivée est la propriété de la personne qui l’a créée, sous réserve des droits de l’auteur de l’œuvre originelle.
L'œuvre de collaboration est la propriété commune des coauteurs, et son exploitation requiert l’autorisation de chacun d'entre eux. Si l’apport créatif personnel d'un auteur peut être distingué, il peut faire l’objet d'une exploitation séparée. Sont par exemple coauteurs le compositeur et le parolier d'un morceau de musique.
En revanche l'œuvre collective appartient exclusivement à la personne responsable de sa création. L'exploitation séparée de l’apport de chaque contributeur est donc impossible. Le régime des œuvres collectives se rapproche de celui du copyright. Il peut conférer la qualité de titulaire originel des droits d'auteur à une personne qui n'est pas l’auteur de l’œuvre, y compris s'il s'agit d'une personne morale. Entrent généralement dans cette catégorie les dictionnaires ou les logiciels commerciaux
L'œuvre, malgré l'absence de divulgation, est néanmoins protégée par le droit d'auteur dès sa création. Si l’auteur décède avant la publication de son œuvre, le droit de divulgation pourra être exercé à la discrétion de ses héritiers ou légataires.

#### Titulaire des droits
L'auteur de l’œuvre, qui est présumé être la personne sous le nom duquel l’œuvre est divulguée, est toujours le titulaire originel des droits d’auteur, même s’il peut ensuite céder ses droits patrimoniaux. Une personne morale (société, association, fondation) ne peut jamais être auteur, sauf dans le cas spécifique des œuvres collectives. Elle peut toutefois acquérir la qualité d’ayant droit de l’auteur. La notion d'ayant droit renvoie à toute personne qui a acquis un droit ou une obligation d'une autre personne. En matière de propriété littéraire et artistique, l’ayant droit de l’auteur peut être son héritier ou son légataire, ou toute personne qui a acquis les droits d'auteur, notamment le producteur, l’éditeur ou une société de gestion collective.
La titularité des droits d'auteur obéit à des règles particulières, en fonction des circonstances de conception des œuvres.
Si l’auteur est un salarié, la loi peut prévoir que ses créations appartiennent à son employeur, comme en Suède, ou qu'elles appartiennent à l’employé sauf stipulation contraire du contrat de travail, comme en France.
Les œuvres de commande appartiennent à l’auteur et non au commanditaire. Il en est de même lorsqu'une personne a recours à un nègre littéraire, qui demeure titulaire des droits d'auteur à défaut de cession expresse.

#### Droit moral

Agatha Christie est le pseudonyme de l’auteur Agatha Mary Clarissa Miller.

L’auteur bénéficie d’un droit moral, qui reconnaît dans l’œuvre l’expression de la personnalité de l’auteur et la protège à ce titre. Le droit moral regroupe plusieurs droits, ce qui a parfois conduit la doctrine à parler de « droits moraux » plutôt que de « droit moral ». Le droit moral de l’auteur se rapproche des droits de la personnalité, tels que le droit au respect de la vie privée. Comme ces droits, il est inhérent à la personne et inaliénable.
Le droit moral comporte les prérogatives suivantes :
- le droit de divulgation : l’auteur a le pouvoir discrétionnaire de décider du moment et des modalités de la première communication de son œuvre au public ;
- le droit de paternité : tout utilisateur doit mentionner de façon non équivoque le nom et la qualité de l’auteur de l’œuvre ;
- le droit au respect de l’intégrité de l’œuvre : l’auteur peut s'opposer à toute modification, déformation ou mutilation de son œuvre et à toute atteinte préjudiciable à son honneur ou sa réputation ;
- le droit de retrait et de repentir permet à l’auteur de retirer du circuit commercial une œuvre déjà divulguée en contrepartie de l’indemnisation de son ayant droit, et du propriétaire du support le cas échéant (hypothèse d'une peinture ou d'une sculpture notamment).

Le droit de paternité regroupe également le droit d'utiliser un pseudonyme, ou de publier des œuvres de façon anonyme. La mention « droits réservés » très utilisée dans la pratique, ne respecte pas cette exigence, et constitue dans ce cas une atteinte au droit moral.
À titre d'exemple, les ayants droit de John Huston se sont opposés à la diffusion d'une version colorisée du film Quand la ville dort, que le réalisateur avait décidé de tourner en noir et blanc pour des raisons esthétiques,.
Le droit de retrait est une spécificité du droit d'auteur, qui n'existe pas dans les pays de common law. Le droit de retrait est notamment accordé en France, en Grèce et en Italie.
Le droit moral est attaché à la personne de l’auteur :
- il est inaliénable : l'auteur ne peut pas le vendre, ni y renoncer, bien que certains États, comme le Japon, prévoient la possibilité de renoncer au droit moral sous certaines conditions ;
- il est le plus souvent perpétuel, mais certains pays, comme l’Allemagne, prévoient une durée limitée ;
- il est imprescriptible : il ne peut faire l'objet de l'effet acquisitif d'une possession paisible et prolongée. En effet, contrairement à un autre objet soumis uniquement aux dispositions de droit commun du Code civil, le fait pour une personne d'utiliser l'œuvre comme s'il en était l'auteur n'aura pas pour effet de lui conférer ces dits-droits au bout d'un certain temps. De la même manière, le non-usage de l'œuvre par son auteur est insusceptible de lui faire perdre ses prérogatives.

Dans le cas d'un droit moral perpétuel, à la mort de l’auteur, il est transmis aux héritiers ou à des exécuteurs testamentaires qui assurent sa protection, et conservent le pouvoir d’empêcher toute utilisation susceptible de porter atteinte à l’œuvre.
Le droit moral n’est pas absolu, et son exercice peut être jugé abusif par les tribunaux. Un architecte ne peut par exemple s’opposer à la modification de son œuvre pour des raisons de sécurité.

#### Droits patrimoniaux
Les droits patrimoniaux confèrent à l’auteur le droit exclusif d’autoriser ou d'interdire toute utilisation de ses œuvres. Les droits patrimoniaux sont des prérogatives exclusives, et se distinguent d'un simple droit à rémunération. Hors des cas de licences légales et d'infraction au droit de la concurrence, le titulaire des droits peut interdire l’utilisation de son œuvre à un tiers, même si ce dernier est prêt à payer pour cet usage. À la différence du droit de propriété sur les biens corporels, qui est perpétuel, les droits patrimoniaux de l’auteur ne lui sont conférés que pour une durée limitée.
L'auteur peut accorder à un tiers le droit d'exploiter son œuvre, en signant avec lui un contrat de cession ou de licence de droits d'auteur, selon que les prérogatives sont transférées à titre exclusif ou non exclusif. Par exemple, les droits patrimoniaux permettent à un écrivain de négocier les conditions de la publication de ses œuvres littéraires par un éditeur, moyennant rémunération. Les parties au contrat déterminent les droits patrimoniaux cédés, les modes d'exploitation autorisés, la durée et l’étendue territoriale de la cession, ainsi que le montant de la rémunération de l’auteur. Le cocontractant obtient la qualité d'ayant droit de l’auteur et peut exercer directement les droits patrimoniaux qui lui ont été cédés, à la différence du droit moral qui demeure attaché à la personne de l’auteur. Les contrats relatifs au droit d'auteur obéissent le plus souvent à des conditions strictes de forme, telle que la mention expresse des droits cédés, et de fond, telle que l’octroi à l’auteur d'un pourcentage des recettes tirées de l’exploitation de son œuvre. Ces conditions, destinées à garantir les intérêts de l’auteur, sont sanctionnées par la nullité de la convention.
Dans la catégorie des droits patrimoniaux, on distingue principalement :
- le droit de reproduction[Berne 7], qui est le droit de copier tout ou partie de l’œuvre par la fixation matérielle de celle-ci sur un support (par exemple, la réalisation d'une copie d'un film ou d'une musique, la réalisation d'une photographie d'une œuvre graphique, d'architecture ou de design[58]) ;
- le droit de représentation (c'est-à-dire le droit de communiquer l'œuvre au public), qui est le droit d'effectuer une représentation ou une exécution publique de l’œuvre (par exemple, la présentation publique d’œuvres d'artistes plasticiens et de photographes, la représentation d'une œuvre théâtrale, cinématographique ou musicale, sa diffusion par radio, télévision, streaming ou dans des lieux privés ouverts au public, comme les discothèques, les bars ou les supermarchés) ;
- le droit de suite qui permet aux auteurs des arts visuels de percevoir une participation économique lors de la revente de leur œuvre sur le marché de l’art[Berne 8] ;
- le droit de distribution permet à l'auteur de décider où et en combien d'exemplaires son œuvre sera distribuée.

Un critère simple permet de distinguer le droit de représentation et le droit de reproduction : la fixation de l’œuvre sur un support. Lorsque l’œuvre est fixée sur un support physique, on parle de reproduction. Dans le cas contraire, on parle de représentation. Ainsi sur Internet, le fait de mettre en ligne une page est une représentation, le fait de l’enregistrer sur son disque dur est une reproduction.
La représentation, sous forme de film ou de photographie, d’œuvres protégées par le droit d’auteur, qu’il s’agisse d’objets manufacturés ou d’œuvres d’architecture, est soumise à l’autorisation de l’auteur. En droit français, en vertu de la théorie de l’arrière-plan, si l’œuvre protégée par le droit d’auteur n’est qu’un élément accessoire de la représentation, l’autorisation de l’auteur n’est pas nécessaire,. Les représentations et reproductions de presse échappent également au principe de l’autorisation en vertu de l’article L. 122-5, 9° du CPI.
Le droit de suite, quant à lui, a pour fondement l’impossibilité pour les auteurs des arts visuels de percevoir une rémunération après la vente de leurs œuvres, qui sont des exemplaires uniques ou produits en nombre limité. L’Union européenne a introduit le droit de suite en 2001.
Toute représentation ou reproduction de l’œuvre qui n'a pas fait l’objet d'une autorisation de l’auteur ou de ses ayants droit, et qui n'entre pas dans le champ d'une des exceptions au droit d'auteur, est un acte de contrefaçon. Le titulaire du droit d'auteur peut alors intenter une action sur le plan civil pour obtenir une indemnisation de son préjudice, ou sur le plan pénal afin de faire condamner le contrefacteur à une peine d'emprisonnement ou à une amende. La distinction entre contrefaçon et simple inspiration relève du pouvoir d'appréciation des tribunaux.
Les droits patrimoniaux sont accordés à l’auteur pour toute sa vie, et perdurent après sa mort au bénéfice de ses ayants droit, pour une durée qui varie de 50 à 100 ans selon les pays. Par exemple, en Belgique et en France, ils expirent 70 ans après la mort de l’auteur (au premier janvier). Passé ce délai, l’œuvre entre dans le domaine public et peut être utilisée librement par tous (voir « durée du droit d'auteur et domaine public »).

#### Sociétés de gestion des droits d'auteur
Lorsque les œuvres font l’objet d'une diffusion importante, il est en pratique difficile pour les auteurs de conclure un contrat d'autorisation avec chaque utilisateur. Les auteurs cèdent donc le plus souvent les droits sur leurs œuvres créées ou à créer à des sociétés qui en assurent la gestion pour leur compte. La cession des droits confère aux sociétés de gestion l’ensemble des prérogatives attachées aux droits d'auteur. Elles peuvent ainsi conclure des contrats individuels ou généraux avec les utilisateurs, et répartissent ensuite les redevances perçues entre les auteurs. Les sociétés de gestion ont le pouvoir de poursuivre en justice tout contrefacteur d'une œuvre figurant dans leur catalogue. À la mort de l’auteur, elles assurent la gestion des droits au profit de ses héritiers. Les sociétés de gestion de droits assurent la collecte de certaines rémunérations spécifiques telles que la redevance pour copie privée ou la rémunération versée au titre de la reprographie des œuvres.
Des accords de représentation réciproque permettent aux sociétés de gestion collective de chaque pays de donner les autorisations nécessaires à l’utilisation des œuvres figurant dans les catalogues de sociétés de gestion étrangère. Ainsi, un utilisateur peut s'adresser à la société de gestion collective de son pays pour obtenir l’autorisation d'utiliser une œuvre, même étrangère.
Les sociétés de gestion collective sont aujourd’hui des acteurs importants dans les secteurs de la culture et du divertissement. Au-delà de leurs missions de collecte, de répartition, et de promotion, elles jouent un rôle d’interlocuteur avec les pouvoirs publics et les autres acteurs.

#### Exceptions au droit d’auteur
Pendant la durée des droits patrimoniaux, toute reproduction ou représentation de l’œuvre sans le consentement du titulaire de ces droits est en principe interdite. Toutefois, pour assurer un équilibre entre les droits de l’auteur et l’accès du public à l’information et à la culture, il est le plus souvent prévu un certain nombre d'exceptions dans le cadre desquelles il est possible de reproduire et de représenter l’œuvre sans autorisation préalable. Les exceptions concernent les seuls droits patrimoniaux, et non le droit moral. C’est pourquoi il est obligatoire de citer le nom de l’auteur à chaque utilisation de l’œuvre. Certaines exceptions ne concernent que le droit de reproduction (copie privée), d'autres seulement le droit de représentation (cercle de famille). La plupart des exceptions couvrent cependant ces deux prérogatives.
Les utilisations de l’œuvre pour lesquelles il n'est pas nécessaire d'obtenir une autorisation sont généralement les suivantes :
- l’exception de copie privée, qui permet la reproduction pour un usage privé d’une œuvre ;
- la représentation d’une œuvre dans le cercle de la famille et des amis proches, sous réserve qu’elle ne donne lieu à aucune forme de paiement ;
- la reproduction et la représentation d'analyses et de courtes citations dans un but d’illustration ou de critique d'œuvres publiées[Berne 9] ;
- l'imitation d'une œuvre pour en faire la parodie, le pastiche ou la caricature[64] ;
- la reproduction et la représentation d'extraits d'une œuvre à des fins d'information[Berne 10], notamment dans le cadre des revues de presse réalisées par des journalistes ;
- la reproduction d'œuvre en vue de la constitution d'archives par les bibliothèques accessibles au public, les établissements d'enseignement ou les musées, qui ne recherchent aucun avantage commercial ou économique direct ou indirect ;
- la représentation des œuvres à des personnes handicapées et leur adaptation à leur profit (par exemple en braille) ;
- l’exception pédagogique, qui permet à un enseignant de reproduire et représenter des extraits d'œuvres au profit de ses élèves[65],[66].
- la protection des logiciels est limitée à son code. Si l’auteur du logiciel est salarié, les droits patrimoniaux appartiennent automatiquement à son employeur.

Les titulaires de droits d’auteur perçoivent une rémunération financée par une redevance sur les supports vierges instaurée en réponse à l’exception de copie privée. Cette dernière ne s’applique pas aux programmes d’ordinateur, bien que l’utilisateur ait le droit de réaliser une copie de sauvegarde.
L'exception de presse, elle, couvre la reproduction ou la représentation, intégrale ou partielle, d'une œuvre d'art graphique, plastique ou architecturale, par voie de presse écrite, audiovisuelle ou en ligne, dans un but exclusif d'information immédiate et en relation directe avec cette dernière, sous réserve que soit indiqué clairement le nom de l’auteur.
Enfin, l'exception pédagogique ne s'applique pas aux œuvres réalisées à des fins pédagogiques. D'autres critères viennent atténuer cette exception :
- elle s’applique à la reproduction et à la représentation d’extraits d’œuvres à des fins exclusives d’illustration dans le cadre de l’enseignement et de la recherche, à destination d’un public majoritairement composé d’élèves, d’étudiants, d’enseignants ou de chercheurs directement concernés ;
- l'utilisation doit se faire sans aucune exploitation commerciale.

L’article 9 de la Convention de Berne énonce que les exceptions au droit d’auteur ne sont applicables qu’à la triple condition qu’elles correspondent à cas spéciaux, qu’elles ne portent pas atteinte à l’exploitation normale de l’œuvre, et qu’elles ne causent pas un préjudice injustifié aux intérêts légitimes du titulaire du droit. Cette règle, connue sous le nom de « triple test » ou « test des trois étapes », est reprise par l’article 13 de l’accord sur les ADPIC du 15 avril 1994, et par l’article 10 du Traité de l’OMPI du 20 décembre 1996 sur le droit d'auteur. L’exigence du triple test est retenue par la directive communautaire 2001/29 sur la société de l’information, et s’impose ainsi à l’ensemble des États-Membres de l’Union-Européenne. En pratique, le juge doit vérifier au cas par cas si une exception est conforme au triple test.
Au-delà du strict cadre de la loi elle-même, les licences libres et les licences ouvertes peuvent être considérées comme des exceptions au droit d'auteur, puisque l'auteur en détourne le principe monopolistique et redéfinit par là même la notion de droit d'auteur.
Il faut également souligner dans certains pays la privation des droits d'auteur d'œuvres qui ont été réalisées dans l'illégalité, comme des graffiti réalisés en France sans l'autorisation du propriétaire du support.

#### Durée du droit d'auteur et domaine public

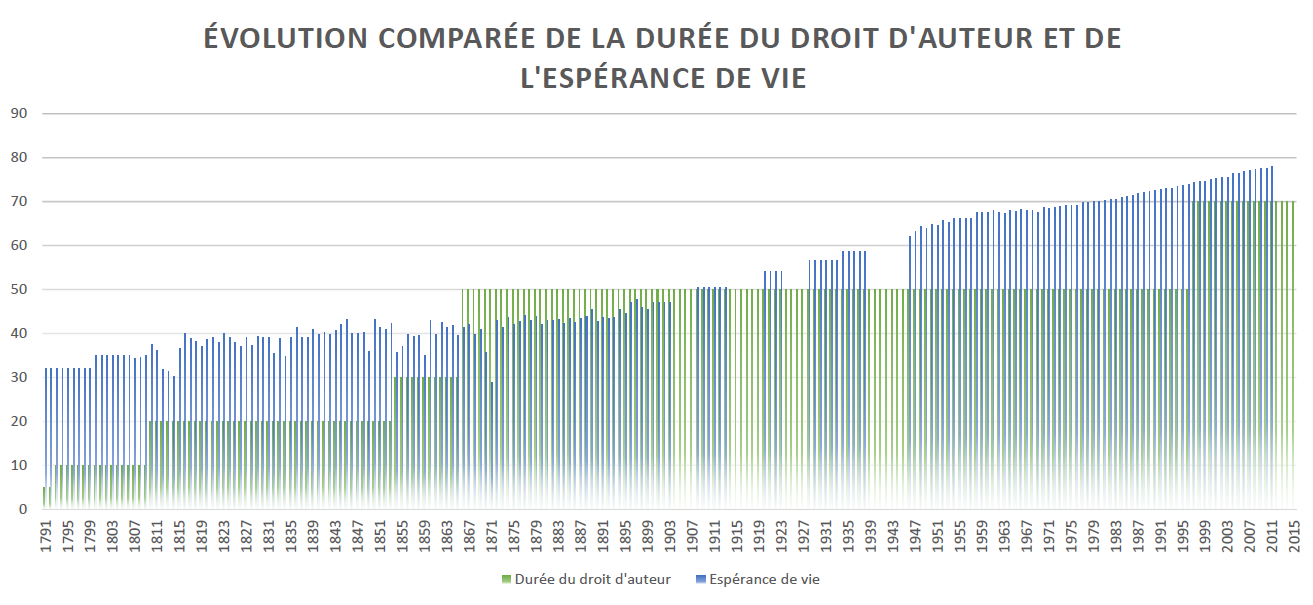
Évolution comparée de la durée du droit d'auteur et de l'espérance de vie.

Symbole du domaine public (sans valeur juridique).

Dans les pays où elle existe et depuis qu'elle existe, la durée de protection de l’œuvre et de son auteur a toujours été limitée dans le temps, mais avec de grandes variations.
Avant 1993, une durée minimale de 50 ans après la mort de l’auteur a été imposée par la convention internationale de Berne à ses pays signataires, dont la première version a été signée le 9 septembre 1886. L'expression latine post mortem auctoris, est couramment utilisée. Le délai post mortem commence le 1er janvier suivant le décès de l’auteur.
- Dans le cas de l’œuvre de collaboration, la protection post mortem court à compter du décès du dernier coauteur survivant[Berne 12].
- Pour une œuvre posthume, une durée spécifique court à compter de la date de la première publication de l’œuvre. En France, cette durée est de 50 ans et varie selon les pays en Europe.
- En Europe, en 1993, une directive européenne[69] a porté — pour les pays de l'Union — à 70 ans après leur mort pour les auteurs et 50 ans après la première communication au public de l’œuvre pour les droits voisins des interprètes. Les États-membres ont ainsi dû s'aligner sur les législations les plus protectrices du monde. Le délai de 70 ans a été traduit dans le droit français par une loi du 27 mars 1997.

Une fois ces délais écoulés, l’œuvre entre dans le domaine public et - sous réserve du respect du droit moral, qui reste en France perpétuel - cette œuvre peut être reproduite par tous et chacun, par tout procédé graphique, phonographique ou littéraire sans besoin de s'acquitter de contrepartie financière. Le domaine public regroupe, d'une part, les œuvres qui ne peuvent par nature pas faire l’objet d’une protection par la propriété littéraire et artistique et, d'autre part, les œuvres qui ne font plus l’objet de protection du fait de l’épuisement des droits d’auteur. Néanmoins, par nature, certaines connaissances ou œuvres de l'esprit ne peuvent pas être soumises au droit d'auteur :
- un savoir sur lequel aucun monopole n'est accordé, comme une formule mathématique ;
- une œuvre de l'esprit qui n'est pas protégée par le droit d'auteur, les actes officiels (textes législatifs réglementaires parlementaires ou décision de jurisprudence, ainsi que leurs traductions officielles, discours d'un parlementaire[70]) ;
- Une information qui n'est pas une œuvre de l'esprit (lié à la notion de créativité et d'originalité), les informations brutes (non formalisées)[70], comme les dates historiques, les connaissances scientifiques, les listes d'adresses[71], les listes brutes ;
- Les reproductions purement mécaniques d'œuvres tombées dans le domaine public, comme les photographies de tableaux ou de sculptures effectuées sans apport créatif par les musées, ne peuvent faire l’objet d'une protection par le droit d'auteur.

La durée et les conditions de protection des œuvres et auteurs varie encore considérablement selon les pays, dans la mesure où une partie des États applique une durée de protection supérieure au minimum imposé par les conventions internationales. Dans les États qui ont adopté une durée de protection longue, l’application du principe du traitement national aboutirait à conférer la protection du droit d'auteur à des œuvres qui sont déjà entrées dans le domaine public dans leur pays d'origine. C'est pourquoi les conventions internationales énoncent que la durée de protection d'une œuvre ne peut excéder celle de son pays d'origine, à moins que la loi du pays où la protection est réclamée n’en décide autrement.
L'extension de la durée des droits d'auteur est critiquée, car elle augmente le coût des créations contemporaines. Celles-ci constituent souvent des œuvres dérivées, ce qui suppose le versement d'une rémunération aux auteurs des œuvres dont elles sont issues. Cela est particulièrement le cas en matière d'œuvres cinématographiques (adaptations d'œuvres littéraires ou audiovisuelles), musicales (reprises et sampling), ou de design (mode et design industriel).
Depuis 2012, en France, le droit d'auteur est légèrement modifié par la loi sur les livres indisponibles. Celle-ci prévoit la création d'un « registre des livres indisponibles en réédition électronique » (ReLIRE), dans lequel sont répertoriés les livres publiés entre le 1er janvier 1901 et le 31 décembre 2000 et qui ne sont plus disponibles dans le circuit commercial classique. Cette loi offre la possibilité aux éditeurs d'exploiter ces livres. Toutefois, ce processus s'effectue sans consultation des auteurs concernés, ce qui prive l'auteur de son droit patrimonial.

#### Droits voisins du droit d'auteur
Le droit d’auteur se distingue de la notion de droits voisins ou droits connexes. Les droits voisins du droit d’auteur sont accordés aux artistes-interprètes sur leur interprétation de l’œuvre, aux producteurs de phonogrammes et de vidéogrammes sur les œuvres qu’ils ont financées, et aux entreprises de communication sur les œuvres qu'elles diffusent. En France des droits voisins ont été accordés aux interprètes (art. L. 213-1 s. C.p.i., en raison de la qualité artistique de leur apport) et aux producteurs de phonogrammes (art. L. 212-1 s. C.p.i., en dépit de l’absence de qualité artistique de leur apport) par la loi du 3 juillet 1985. Il existe donc deux cas d'entrée dans le domaine public : l’épuisement du droit d’auteur, et celui des droits voisins. Les droits voisins font l’objet d'une harmonisation internationale depuis la signature de la Convention de Rome de 1961. Mais les États-Unis ne les reconnaissent pas.
Dans l’Union européenne, les droits voisins durent 70 ans, depuis leur prolongation le 12 septembre 2011 (auparavant 50 ans). Le point de départ du délai est l’interprétation pour les droits des artistes-interprètes, l’enregistrement de l’œuvre sur un support pour les droits des producteurs, et 50 ans à compter de la diffusion pour les droits des entreprises de communication. Un nombre significatif et croissant de phonogrammes de musique classique sont donc libres de droits d'auteurs, mais aussi de droits voisins. De nombreux opéras chantés par Maria Callas, par exemple, relèvent déjà du domaine public.

### Copyright
Les pays de common law appliquent le droit du copyright, concept réputé équivalent au droit d'auteur, bien que d'inspiration très différente. Issu du souci de la monarchie de contrôler l'impression des livres, le copyright s’attache plus à la protection des droits patrimoniaux qu’à celle du droit moral. Le droit d'auteur vise au contraire à affranchir le créateur de la tutelle du pouvoir politique et des empiétements des corps intermédiaires. Toutefois, depuis l’adoption de la Convention de Berne, le droit d’auteur et le copyright sont en partie harmonisés, et l’enregistrement de l’œuvre auprès d’un organisme agréé n’est en général plus nécessaire pour bénéficier d'une protection juridique.
Comme le droit d'auteur, le copyright ne protège pas les simples idées. Son champ est généralement plus large que celui du droit d'auteur, car le copyright protège davantage l’investissement que le caractère créatif. Une seconde différence réside dans l’exigence de fixation matérielle des œuvres, sur un dessin, une partition musicale, une vidéo, un fichier informatique, ou tout autre support. Par exemple, les discours et les chorégraphies ne sont pas protégés par le copyright tant qu’ils n’ont pas été transcrits ou enregistrés sur un support. Sous réserve de cette fixation, la protection du copyright s'applique automatiquement aux œuvres publiées comme non publiées. Un enregistrement volontaire des œuvres auprès d’une administration peut être nécessaire pour apporter la preuve de ses droits devant les tribunaux.
Le titulaire du copyright peut être l’auteur, le producteur, ou l’éditeur de l’œuvre. Si l’œuvre a été créée par un employé dans le cadre de ses fonctions, l’employeur est seul titulaire du copyright. L’auteur n’a donc pas droit à une rémunération spécifique, en plus de son salaire. Il en est de même pour les œuvres de commande (works made for hire), qui appartiennent au commanditaire et non à l’auteur.

#### Droits accordés par lecopyright
Le droit moral de l’auteur est reconnu par tous les pays de common law qui ont adhéré à la Convention de Berne, tels le Canada ou le Royaume-Uni. Malgré leur adhésion à cette convention, les États-Unis n'appliquent le droit moral qu'au niveau national, et pour certains types d'œuvres seulement. Le droit moral comporte :
- Pays de common law
- Pays appliquant en partie la common law

- le droit de paternité ;
- le droit au respect de l’œuvre.

Le droit moral est :
- limité dans le temps ;

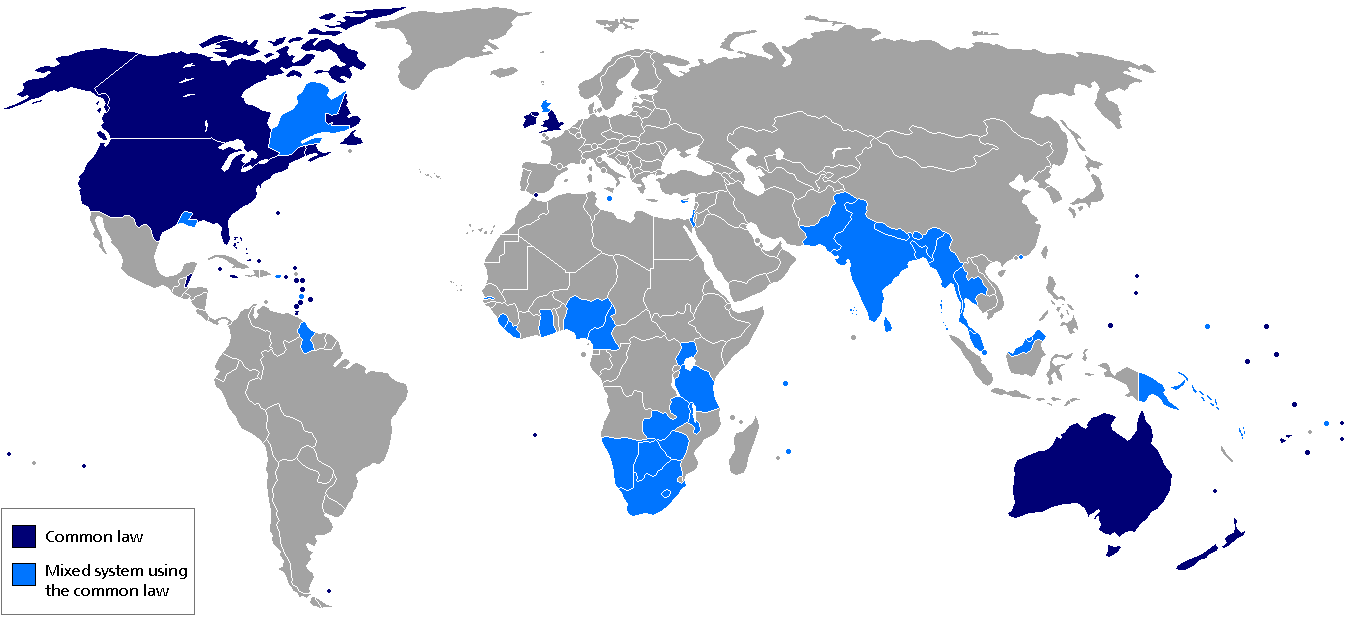
Pays de common law
Pays appliquant en partie la common law

- transmissible aux héritiers à la mort de l’auteur ;
- susceptible d’aliénation : l’auteur peut y renoncer.

Les droits patrimoniaux confèrent le droit exclusif d'autoriser ou d'interdire les actes suivants :
- la reproduction de l’œuvre ;
- la création d’œuvres dérivées de l’œuvre originale ;
- la distribution de copies de l’œuvre au public (vente, location, prêt), sous quelque forme que ce soit ;
- la représentation publique de l’œuvre, avec quelque procédé que ce soit.

#### Exceptions aucopyright
Le concept de fair use aux États-Unis et celui de fair dealing dans les autres pays de common law constituent des exceptions plus larges que celles qui sont appliquées dans les pays de droit civil.
Alors que les exceptions au droit d'auteur sont limitativement énumérées dans la loi, et sont d'interprétation stricte, le fair use donne aux tribunaux, via la jurisprudence notamment, le pouvoir d'apprécier au cas par cas si l’usage d'une œuvre est « loyal ».
Cette appréciation se fait en fonction du caractère commercial ou désintéressé de l’usage, de la nature de l’œuvre, de l’ampleur de la reproduction effectuée, et de ses conséquences sur la valeur de l’œuvre,. Ils sont également admis quand les coûts de transaction induits par la négociation dépassent les bénéfices de l’utilisation payante. La tradition du fair use reconnaît notamment l'importance d'une libre utilisation des œuvres à de fins éducatives de recherche.
En France, la loi prévoit 3 exceptions de ce type : la présentation gratuite et privée d'une œuvre dans le cercle familial ; la « copie privée » (à usage personnel ou pour les proches), et la « courte citation ».
Ces exceptions sont accordées dans un esprit différent de celui qui anime le droit anglo-saxon. Le législateur français a ouvert ce droit plus en référence au droit à la vie privée et pour tenir compte de l’impossibilité de contrôler chaque copieur potentiel que pour — comme dans le droit anglo-saxon — favoriser l’accès le plus large possible aux œuvres, à l'information, à la critique et aux découvertes. La possibilité de manipuler une copie permet aussi de protéger un support original fragile, ou par exemple de directement annoter un texte ou une image ou un plan en cours d'étude, sans endommager l'original acheté ou légitimement détenu.

### Articulation avec les autres branches du droit
Plusieurs textes confèrent au droit d'auteur la qualification de droit de l’homme, soit directement comme la Déclaration universelle des droits de l’Homme (article 27), soit au travers du droit de propriété comme le protocole additionnel à la Convention européenne des droits de l’Homme. Le droit d'auteur doit toutefois être concilié avec les autres droits de l’Homme. La liberté d'expression, le droit à l’information, et le droit à la culture fondent ainsi la plupart des exceptions à la propriété littéraire et artistique. L'auteur doit également respecter le droit à la vie privée des personnes identifiables dans son œuvre.
En droit international privé, il existe un conflit de juridictions et un conflit de lois dès lors qu’en présence d’un élément d’extranéité, une situation juridique est susceptible d'être régie par les tribunaux et les lois de plusieurs États.
En matière de droit des contrats, le tribunal compétent et la loi applicable peuvent être choisis par les parties. À défaut de choix, le tribunal appliquera la loi qui a le lien le plus étroit avec le contrat : celle du lieu de sa conclusion ou celle du lieu de son exécution suivant les cas.
Dans l’hypothèse où l’existence d’un délit civil, comme la contrefaçon, est alléguée, le tribunal compétent est généralement celui du lieu d'où provient le dommage, ou celui du lieu où le dommage est subi,. En matière de délit sur Internet, tous les tribunaux sont potentiellement compétents, car l’acte d’acte délictueux produit ses effets dans le monde entier. Les juges modèrent toutefois ce principe en considérant que l’acte délictueux ne produit ses effets qu’à l’égard des personnes spécifiquement visées par le site. On retient à cet égard plusieurs éléments, comme la langue et la monnaie utilisées par le site Internet, ou l’extension de son nom de domaine. Le tribunal reconnu compétent selon ces critères fera application de la loi du pays où la protection est revendiquée, ce qui renvoie en principe à la loi du pays où a eu lieu le fait générateur du dommage,.
La mise en œuvre du droit d'auteur peut constituer un abus de position dominante contraire au droit de la concurrence. En droit de l’Union européenne, la liberté de circulation des biens et services implique que l’exercice des prérogatives reconnues à l’auteur et à ses ayants droit respecte la « finalité essentielle » du droit d’auteur, qui consiste en l’octroi d’un monopole temporaire d’exploitation,. La théorie des installations essentielles énonce qu'une personne qui détient une ressource nécessaire à un opérateur voulant exercer une activité sur un marché en amont ou en aval doit permettre l’accès de l’opérateur à cette ressource. Microsoft, notamment, a été condamnée sur ce fondement après avoir refusé de communiquer à ses concurrents des informations relatives à l’interopérabilité de ses logiciels, et protégées par le droit d'auteur.
Le droit d’auteur se distingue du brevet, qui confère un droit exclusif sur une invention, et de la marque, qui protège les signes distinctifs utilisés dans le commerce et l’industrie, en principe de durée illimitée. Un même objet peut cependant être protégé par plusieurs types de droits de propriété intellectuelle, notamment en matière de design. La protection accordée à titre de marque ne doit toutefois pas servir à contourner la durée limitée du droit d'auteur,.

### Le cas des journalistes, des enseignants et des fonctionnaires

#### Le cas des fonctionnaires
Dans la plupart des pays, les œuvres des fonctionnaires soumis à des contrats de droit public appartiennent à l’État dès lors qu'elles ont été créées au cours d'une mission de service public. Les fonctionnaires soumis à des contrats de droit privé bénéficient du régime des auteurs salariés, excepté le droit d'auteur. En revanche, ils peuvent recourir au droit d'exploitation, sauf en cas de contrat avec une personne morale de droit privé :
Code la propriété intellectuelle :
Article L111-1 -... « Sous les mêmes réserves, il n'est pas non plus dérogé à la jouissance de ce même droit lorsque l'auteur de l'œuvre de l'esprit est un agent de l'État, d'une collectivité territoriale, d'un établissement public à caractère administratif, d'une autorité administrative indépendante dotée de la personnalité morale ou de la Banque de France. »
Article L131-3-1 : Dans la mesure strictement nécessaire à l'accomplissement d'une mission de service public, le droit d'exploitation d'une œuvre créée par un agent de l'État dans l'exercice de ses fonctions ou d'après les instructions reçues est, dès la création, cédé de plein droit à l'État. Pour l'exploitation commerciale de l'œuvre mentionnée au premier alinéa, l'État ne dispose envers l'agent auteur que d'un droit de préférence. Cette disposition n'est pas applicable dans le cas d'activités de recherche scientifique d'un établissement public à caractère scientifique et technologique ou d'un établissement public à caractère scientifique, culturel et professionnel, lorsque ces activités font l'objet d'un contrat avec une personne morale de droit privé.

#### Le cas des journalistes
Si l’auteur est un journaliste, sa rémunération comprend le droit pour l’employeur de publier ses œuvres pendant une certaine durée. Après cette période de référence, une rémunération supplémentaire est due au journaliste, qui reste seul titulaire des droits d'auteur.
Par exemple, en France, l’article 20 de la loi du 12 juin 2009 (loi Hadopi) prévoit que les œuvres du journaliste peuvent être utilisées par le titre dans lequel il travaille sur tous les supports (papier, Internet, téléphones mobiles, etc.). Pendant une période de référence déterminée par un accord collectif, cette utilisation a pour seule contrepartie le salaire (article L.132-37). Au-delà, une rémunération est due, également déterminée par un accord collectif (article L.132-38). En dehors du titre de presse, toute utilisation doit faire l’objet d’un accord préalable. L'utilisation peut avoir lieu au sein d’une « famille cohérente de presse », faisant partie d’un groupe de presse, mais un accord collectif doit en déterminer les contours et le montant de la rémunération (article L.132-39). Celle-ci peut être versée en salaire ou en droits d’auteur. En dehors, un accord préalable, collectif ou individuel est requis, ainsi qu’une nouvelle rémunération en droits d’auteur (article L.132-40). Faute d’accord dans un délai fixé par la loi, une commission paritaire présidée par un haut magistrat peut imposer un arbitrage (article L.132-44), c'est la Commission des droits d'auteur des journalistes (CDAJ). Les syndicats d'employeurs de toutes les formes de presse y sont représentés de même que le SNJ, le SNJ-CGT, l'Union syndicale des journalistes CFDT, la CFTC et la CGC, et FO. La CDAJ fait partie des cinq grandes commissions qui travaillent à la cogestion de la profession de journaliste, en vertu du paritarisme, des lois spécifiques à la profession (Loi Brachard, Loi Cressard), et de la Convention collective nationale de travail des journalistes. Les quatre autres sont :
- la Commission de la carte d'identité des journalistes professionnels ;
- la Commission arbitrale ;
- la Commission paritaire des journalistes rémunérés à la pige ;
- la Commission paritaire nationale de l'emploi des journalistes.

#### Le cas des enseignants
Les enseignants et formateurs demeurent titulaires des droits d'auteur sur les cours qu'ils dispensent. Leur rémunération ne couvre que la communication d'un enseignement à un public déterminé. Sauf publication en licence de libre diffusion, toute reproduction des cours doit donc faire l’objet d'une autorisation préalable de leur auteur, ce qui pose des questions complexes dans les exemples de pédagogie active où ce sont les élèves qui parfois produisent eux-mêmes leurs cours avec l'aide du formateur, ou quand plusieurs enseignants ou formateurs participent à un même cours.

## Enjeux du droit d’auteur dans la société de l’information

### Défis posés au droit d'auteur par le numérique
Sur Internet, les règles du droit d'auteur s'appliquent comme sur les autres supports. Toutefois, de nouveaux modèles de création et de diffusion des œuvres sont apparus. La frontière entre auteur et utilisateur s'est réduite, notamment du fait de l’apparition de nombreuses pages personnelles, et de l’extension du copyleft. Les techniques du pay per view ou de la vidéo à la demande (VOD) permettent aux utilisateurs d'accéder aux œuvres en tout lieu et à tout moment. La diffusion des œuvres sur Internet a également donné à la publicité une place plus importante dans le financement de la création. Les sites qui diffusent des œuvres musicales ou audiovisuelles en streaming, comme Deezer ou YouTube, ont conclu des accords avec les sociétés de gestion collective de droits pour permettre aux auteurs de percevoir un pourcentage de leurs recettes publicitaires. Ces sites bénéficient en contrepartie d'un accès licite aux catalogues d'œuvres des sociétés de gestion de droits.
La technologie numérique permet une reproduction peu coûteuse et techniquement aisée des œuvres, qui circulent sans réel contrôle des auteurs et de leurs ayants droit, notamment sur les réseaux de peer to peer. Les logiciels de peer to peer ne sont pas illicites en eux-mêmes dans la mesure où ils peuvent être utilisés pour échanger des œuvres libres de droit. Toutefois en France, s'ils sont manifestement destinés à violer le droit d'auteur, leur éditeur peut être sanctionné. Afin de gérer leurs droits et d'empêcher les reproductions illicites, les titulaires de droits peuvent assortir les œuvres de mesures techniques dont le contournement est sanctionné par la loi. Toutefois, ces mesures techniques limitent l’interopérabilité et le bénéfice de l’exception de copie privée aux dépens des utilisateurs. Ainsi, il est en principe impossible de transférer un film d'un DVD vers un autre support.
Après trois ans de débats intenses, la directive européenne 2019 sur le droit d'auteur à l'ère numérique a été votée le 27 mars dernier. Cette directive applicable aux créations artistique introduit deux articles d'importance :
- La rémunération des éditeurs de presse dont les contenus sont utilisés.
- L'obligation d'accords avec les auteurs de contenus sur les plateformes en ligne[101].

### Droit d’auteur traditionnel vs. licences de libre diffusion

Logo du projet GNU.

En droit du copyright, un auteur peut renoncer à l’ensemble de ses droits et faire entrer ses œuvres dans le domaine public où elles pourront être utilisées librement par tous. En droit d'auteur, l’auteur peut renoncer à ses droits patrimoniaux, mais pas à son droit moral. Il lui est possible d'accepter par avance que son œuvre soit modifiée pour les besoins du libre usage. Il ne peut toutefois renoncer de manière préalable et générale à son droit au respect, et pourra ainsi interdire toute utilisation qui lui causerait un dommage. Juridiquement, cette renonciation s'analyse en un don à public indéterminé.
L'auteur peut également permettre à tous de reproduire, modifier et diffuser librement sa création, sous réserve de conditions stipulées dans un contrat de licence. Dans la mesure où l’auteur n'a pas renoncé à ses droits, les modifications de sa création, qui constituent une œuvre dérivée, nécessitent son autorisation. L’auteur détermine ainsi les utilisations permises ou interdites, comme la possibilité d'utiliser l’œuvre à des fins commerciales. Si les termes de la licence ne sont pas respectés, celle-ci est résolue et l’usage de l’œuvre peut être qualifié de contrefaçon. Certaines licences libres, comme la licence BSD, permettent une appropriation privative des œuvres issues des modifications de l’utilisateur. D'autres licences, comme la Licence publique générale GNU ou certaines licences Creative Commons exigent que les œuvres dérivées héritent des conditions d'utilisation de l’œuvre originaire (licences copyleft). Alors que la mise en œuvre classique du droit d’auteur garantit un monopole d'exploitation au titulaire et à ses ayants droit, les licences de ce type visent à empêcher toute appropriation individuelle de l’œuvre. Chaque personne qui en fait usage accepte dans le même temps que l’œuvre qui résultera de ses modifications puisse être librement utilisée, modifiée et diffusée.
Il existe d'autres licences de libre diffusion, parmi lesquelles des licences libres, copyleft ou non.

### Critiques et limites du droit d'auteur
De nombreux auteurs ont considéré que le droit d'auteur, de propriété intellectuelle ou le droit à la protection de certaines œuvres pouvait être un frein, voire un abus de droit qui pouvait avoir des conséquences néfastes sur l'intérêt général, le bien commun qu'est la culture, l'économie, la société, l'environnement ou la sécurité. Le caractère abusif de certaines demandes de protection a parfois été reconnu par la jurisprudence. Cependant, au moins dans les pays dits riches et occidentaux, la fin du XXe siècle a connu un durcissement juridique des cadres de la protection de la propriété intellectuelle et du patrimoine immatériel, avec une tendance à valoriser la privatisation et l'exploitation commerciale de ce patrimoine, et alors même que la cryptographie, les réseaux informatiques et la réalité virtuelle permettaient potentiellement aussi une meilleure protection à la fois de la vie privée et des œuvres.
Au XIXe siècle, Proudhon dénonçait l’assimilation artificielle de la propriété intellectuelle à la propriété sur les biens corporels, ainsi que les conséquences néfastes de l’appropriation des œuvres sur la libre circulation des connaissances. Au XXe siècle, Richard Stallman et les défenseurs de la culture libre ont repris ces thèses. Ce courant propose de recourir aux licences libres comme principe alternatif au droit d'auteur.
Après la crise de 1929, en 1934, A. Plant dénonçait le copyright qui selon lui favorise en réalité dans l'industrie du livre des positions de monopoles et les rentes qui leur sont dues, au profit des auteurs connus et de leurs éditeurs. Après lui, S. Breyer estimera même qu'une économie sans droit d'auteur faciliterait une diffusion plus importante des œuvres en éliminant les coûts de transaction élevés.
Certains économistes ou théoriciens, comme S. Breyer ou David K. Levine, présentent le droit d'auteur comme un concept peu efficace ou obsolète, notamment dans le cadre de la société de l’information. D'autres, sans remettre en cause le principe du droit d'auteur, dénoncent ses excès, notamment l’extension continue de la durée de protection des œuvres et l’utilisation de DRM.
Il semble qu'une dissémination accrue et gratuite de certaines œuvres (éventuellement en version « basse définition », provisoire, ou incomplète), favorisée par l'Internet, puisse aussi profiter commercialement aux auteurs et producteurs en faisant connaître l'œuvre et en donnant envie de l'acheter. Dans ces conditions, la copie privée n'est pas systématiquement un danger pour la diffusion commerciale d'une œuvre. Certains jeunes auteurs s'en servent d'ailleurs pour se faire connaître. Dans le monde du multimédia, une gestion plus collaborative des droits liés aux œuvres pourrait émerger.
En 2009, le journaliste néerlandais J. Smiers et la chercheuse M.v. Schijndel publient Un monde sans copyright... et sans monopole chez Framasoft, livre CC0 sur la possibilité de la généralisation du domaine public à l'ensemble de la production artistique. Ils défendent ainsi la thèse que non seulement le droit d'auteur tel qu'il a été pensé depuis le XIXe siècle est archaïque, mais qu'il est également contre-productif, en ce qu'il empêche le bon développement (artistique, moral, scientifique et technologique) de toutes les sociétés qui y sont soumises; et par là même, de sociétés tierces qui en subissent directement l'influence et les conséquences.

#### Longueur disproportionnée de la défense des droits d’auteur
Selon la convention de Berne, la majorité des œuvres doivent être protégées durant toute la vie de l’auteur et au moins 50 ans après sa mort. Dans la majorité des pays, le délai de protection a été allongé jusqu’à 70-90 ans après la mort de l’auteur.
- Le lien avec le délai de vie de l’auteur met dans des conditions inégales les auteurs vivant longtemps et les auteurs décédant très tôt.
- Les œuvres précoces peuvent être protégées jusqu’à 150 ans (en fonction du délai de vie de l’auteur), alors que les tardives seulement environ 70 ans après la mort de l’auteur.
- Le brevet d’invention est délivré seulement pour 20-25 ans quand le droit d’auteur est protégé pour toute la vie et environ 70 ans après la mort. Cela met les inventions et les ingénieurs dans des conditions inégales par rapport aux auteurs se trouvant sous la protection des droits d’auteur.

#### Calcul infondé de la durée de protection des droits d’auteur
Si le droit d’auteur matériel appartient à une organisation, le délai de protection de l’œuvre est quand même calculé à partir de la durée de vie de l’auteur qui n’est plus son propriétaire.

#### Absence d’information sur le titulaire du droit
Il est difficile de trouver le titulaire des droits d’auteur puisque les droits n’appartiennent pas à l’auteur et qu’il n’y a pas de système d’enregistrement des droits d’auteur.

#### La loi sur les Livres indisponibles en France
En matière d'édition numérique des livres, la France a adopté une loi en mars 2012 dite des Livres indisponibles visant à une gestion collective des droits numériques des livres publiés en France au XXe siècle. Ne reconnaissant aux auteurs que le droit de retrait d'une liste qui comprend 60 000 titres, publiés de 1800 à 2000, la loi permet de mettre en gestion collective l'édition numérique des titres (sans qu'il y ait de contrat avec l'auteur) et remet donc en cause le droit d'auteur.

#### Droit d'auteur et culture traditionnelle

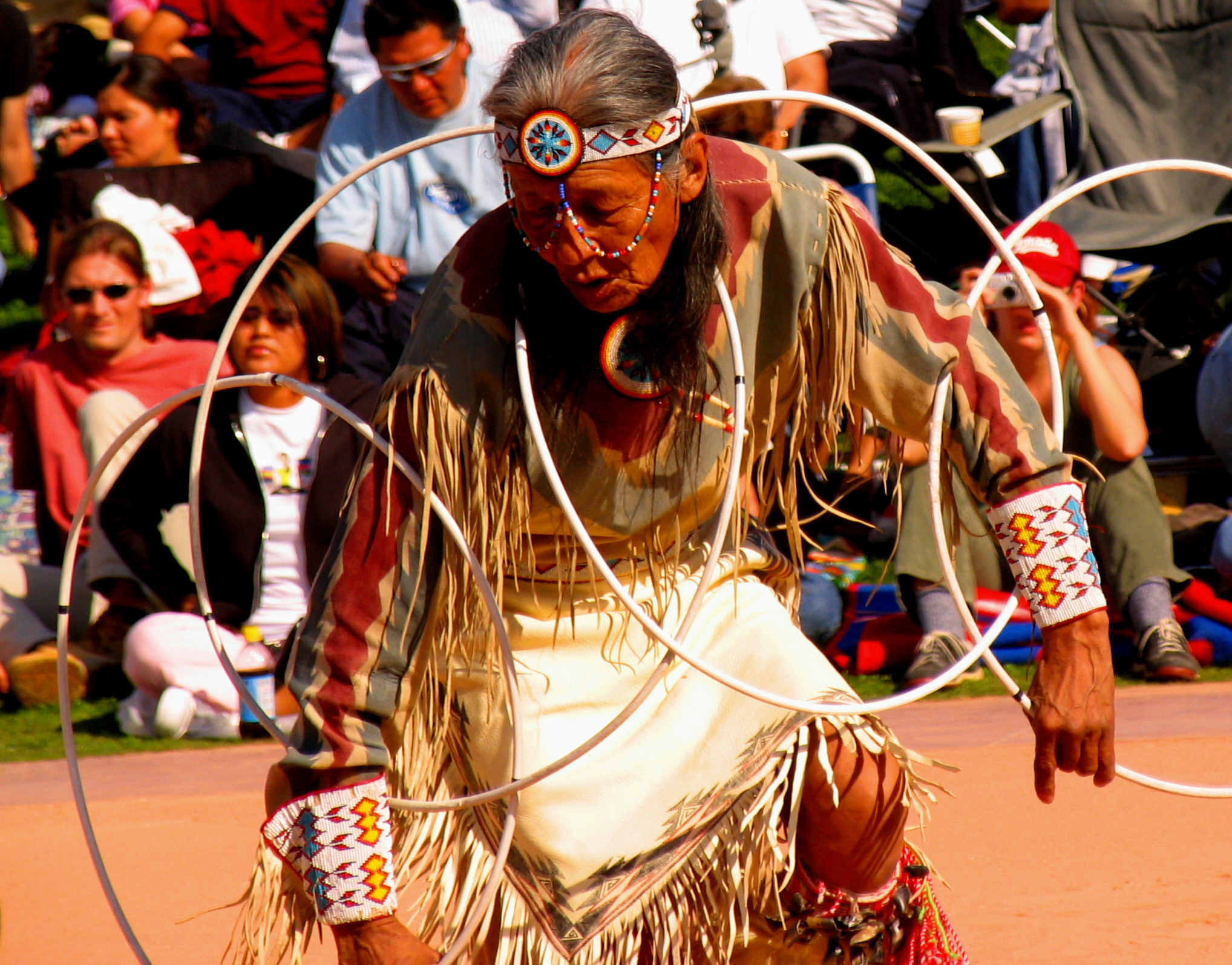
La protection des savoirs traditionnels est une revendication constante des peuples autochtones.

Dans les pays en développement, les peuples autochtones perçoivent le droit d'auteur comme un concept essentiellement occidental qui n'est pas en mesure d'assurer une protection efficace de leurs savoirs traditionnels. De plus, le droit d'auteur est paradoxalement utilisé par certaines personnes pour s'approprier illégitimement des savoirs ancestraux, tels que techniques traditionnelles, médecines traditionnelles et jusqu'aux positions du yoga (asanas) de l’Inde.

#### Marché des droits d'auteur
Selon une étude commanditée par Arthena, le secteur des droits d’auteur a généré un chiffre d'affaires de plus de 32 milliards d’euros en Belgique pour 2008, soit 2,9 % du PIB, et y a employé 92 000 personnes.
Toutefois, sur la totalité de l'argent généré par la culture, une infime partie revient aux auteurs[précision nécessaire].
En 2007, le marché mondial des droits d'auteurs représentait 3 % du marché de la musique.
En France, le contrat-type prévoit que l'auteur d'un livre touche 8 % de droits jusqu'à 10 000 exemplaires vendus, 10 % entre 10 001 et 20 000, 12 % au-delà.

## Droit d’auteur par continent

### Afrique
L'accord de Bangui du 2 mars 1977 institue l’Organisation Africaine de la Propriété Intellectuelle. Son annexe VII harmonise le droit d'auteur dans les pays qui en sont signataires. Le droit d'auteur dans les pays d'Afrique francophone est en partie inspiré du droit français. Le droit moral y est donc perpétuel, incessible et inaliénable. Tel est notamment le cas en Algérie.
Le Bureau burkinabè des droits d'auteurs gère pour le Burkina Faso.

### Amérique
Les pays d'Amérique latine appliquent en majorité le droit d'auteur, alors que le Canada et les États-Unis appliquent le copyright. De nombreux pays ont adhéré à la Convention interaméricaine sur le droit d'auteur du 22 juin 1946.
Au Chili, les dispositions sur le droit d'auteur sont contenues dans la loi no 17.336 du 2 octobre 1970 sur la propriété intellectuelle, et dans son décret d'application du 17 mai 1971.
En Colombie, l’auteur et ses ayants droit bénéficient des droits patrimoniaux pour une durée de 80 ans post mortem. Si le titulaire des droits d'auteur est une personne morale, la durée de protection est de 30 ans à compter de la divulgation de l’œuvre.
Le droit mexicain reconnaît le droit moral et les droits patrimoniaux de l’auteur, ainsi que les droits voisins. En vertu de la loi fédérale sur le droit d'auteur, les droits patrimoniaux sont accordés pour toute la vie de l’auteur et 100 ans après sa mort, ou celle du dernier auteur survivant dans le cas des œuvres de collaboration.
Au Canada, la protection accordée par le droit d'auteur dure 70 ans après le décès de l’auteur pour la plupart des œuvres. Le concept d'utilisation équitable limite le champ du copyright dans certaines hypothèses afin de garantir l’équilibre entre protection des œuvres et droit du public à l’information. Selon l'alinéa 29 du chapitre C-42 de la Loi sur le droit d'auteur, l'utilisation équitable d'une œuvre dans un but d’étude privée, de recherche, d’éducation, de parodie ou de satire ne sont pas des violations de la loi.
Aux États-Unis une œuvre, même inachevée, est créée lorsqu'elle est fixée matériellement sur un support. Depuis l’adhésion des États-Unis à la Convention de Berne en 1989, l’enregistrement des œuvres étrangères auprès du Bureau du Copyright n'est plus nécessaire pour bénéficier d'une protection juridique, mais il reste possible pour faciliter la preuve de ses droits. Le titulaire du copyright a le droit exclusif de reproduire ou de communiquer les œuvres, et d'autoriser la création d'œuvres dérivées. Un droit moral, comprenant le droit de paternité et le droit au respect de l’intégrité des créations est accordé aux seuls artistes des arts visuels. La durée du copyright dépend de la nature de l’œuvre et de sa date de publication. Désormais, toute œuvre créée bénéficie d'une protection de 70 ans post mortem si le titulaire est une personne physique. En vertu de la loi sur l’extension de la durée du copyright, les entreprises bénéficient d'une protection de 95 ans à compter de la publication, ou de 120 ans à compter de la création si cette durée est plus longue.

### Asie
Depuis 1979, la Chine a adhéré aux principales conventions relatives à la propriété intellectuelle. En 2001, la Chine est devenue membre de l’OMC et a ratifié l’accord sur les ADPIC. Elle a également signé un certain nombre de traités bilatéraux dans ce domaine, notamment avec les États-Unis. Le premier accord bilatéral de coopération portant spécifiquement sur la lutte anti-contrefaçon a été signé avec la France en juillet 2009. Au niveau national, les droits des auteurs sont régis par la loi sur le droit d'auteur (中华人民共和国著作权法) et par ses normes de mise en œuvre (著作权法实施条例). Les articles 94 à 97 de loi sur les principes généraux du droit civil, adoptée en 1986, protègent les intérêts des titulaires du droit d'auteur. La loi sur la concurrence déloyale de 1993, et celle sur la protection douanière des droits de propriété intellectuelle de 1995 (中华人民共和国知识产权海关保护条例) complètent ce dispositif. Malgré l’existence de ces textes, la contrefaçon représente 8 % du PIB et touche aussi bien les créations artistiques et que les créations industrielles. Afin d'y remédier, des tribunaux spécialisés en propriété intellectuelle ont été créés dans certaines provinces ou villes. Des actions de sensibilisation du public sont également menées, car la méconnaissance des principes du droit d'auteur est présentée comme une des principales causes de la contrefaçon.
La législation sur la propriété littéraire et artistique au Japon a été introduite par la loi de 1899, et a été refondue par la loi de 1970, plusieurs fois modifiée. Le Japon a adhéré à la Convention de Berne, et est également partie aux accords sur les ADPIC et aux traités de l’OMPI. Les droits patrimoniaux et le droit moral sont accordés pour la vie de l’auteur et perdurent 50 ans après sa mort. En 2004, la durée de protection des œuvres cinématographiques a été fixée à 70 ans à compter de leur publication. Le droit moral est incessible, mais l’auteur peut renoncer à l’exercer par contrat.

### Europe

#### Union européenne

Les États membres de l’Union européenne ont harmonisé leurs législations afin de faciliter la création et la diffusion des œuvres.

Les législations des États membres de l’Union européenne ont été harmonisées afin de supprimer les obstacles aux échanges intracommunautaires. Cette harmonisation concerne l’étendue et la durée de la protection conférée par le droit d’auteur, ainsi que les sanctions applicables en cas de contrefaçon.
Les textes européens qui couvrent le sujet sont :
- les directives 91/250/CEE et 96/9/CE accordent respectivement la protection du droit d’auteur aux programmes d’ordinateur et aux bases de données[137],[138] ;
- la directive 93/98/CE fixe la durée de protection des droits d’auteur à 70 ans après la mort de l’auteur de l’œuvre, ou de la mort du dernier des auteurs s’il s’agit d’une œuvre réalisée à plusieurs. La protection commence à la date à laquelle l’œuvre a été licitement rendue accessible au public s'il s'agit d'une œuvre anonyme ou pseudonyme. Cette directive est entrée en vigueur le 1er juillet 1995, et a été ensuite remplacée par la directive du 12 décembre 2006 qui en reprend les dispositions[139] ;
- la Directive européenne sur l’harmonisation de certains aspects du droit d'auteur et des droits voisins dans la société de l’information (2001) a pour but d’adapter le droit d’auteur à l’univers numérique[140]. Elle énonce un certain nombre de prérogatives en faveur des auteurs, et d’exceptions au profit des utilisateurs. Elle autorise les titulaires des droits d’auteur à protéger les œuvres par des mesures techniques, dont le contournement est sanctionné. Enfin, elle prévoit la reconnaissance du droit d'auteur des agents publics ;
- la directive du 2001/84/CE du 27 septembre 2001 instaure un droit de suite au profit des auteurs quel que soit l’État de l’Union dans lequel les œuvres sont vendues[141] ;
- la directive 2004/48/CE sur l’application des droits de propriété intellectuelle prévoit que les États membres adoptent des sanctions en cas de contrefaçon des œuvres d’un auteur citoyen de l’Union ;
- la directive 2006/115/CE du 12 décembre 2006 relative au droit de location et de prêt[142] et à certains droits voisins du droit d’auteur dans le domaine de la propriété intellectuelle ;
- la directive 2006/116/CE du Parlement européen et du Conseil du 12 décembre 2006 relative à la durée de protection du droit d’auteur et de certains droits voisins[143] (version codifiée) ;
- le Memorandum of Understandings[144] : Key principles on the digitisation and making available of out-of-commerce work of 20 septembre 2011 ;
- la directive 2011/77/UE du 27 septembre 2011 modifiant la directive 2006/116/CE[145] relative à la durée de protection du droit d’auteur et de certains droits voisins ;
- la directive 2012/28/UE du 25 octobre 2012 sur certaines utilisations autorisées des œuvres orphelines[146] ;
- la directive 2014/26/UE du 26 février 2014 concernant la gestion collective du droit d’auteur et des droits voisins[147].

Les directives abordent les questions du câble et du satellite, du droit de location, et des semi-conducteurs.
La Cour de justice des Communautés européennes a établi une jurisprudence relative au droit d'auteur, notamment quant à son articulation avec le droit de la concurrence (voir supra Articulation avec les autres branches du droit).
En vertu de la règle d'épuisement des droits, il n'est pas possible d'empêcher la libre circulation des exemplaires d'une œuvre une fois que ceux-ci ont été mis sur le marché avec le consentement de l’auteur ou de ses ayants droit.

#### États membres de l’Union européenne
Au sein de l’Union européenne, la majorité des vingt-sept États membres applique le droit d'auteur. Seuls Chypre, l’Irlande, Malte et le Royaume-Uni font application du copyright. Tous les États membres ont adhéré à la Convention de Berne.
Succinctement, on peut notamment présenter les différences suivantes :
- en Allemagne, selon la conception moniste du droit d’auteur, les droits patrimoniaux et le droit moral de l’auteur suivent le même régime, et s’éteignent soixante-dix ans après la mort de l’auteur (§ 64 de la loi sur le droit d’auteur)[152] ;
- en Belgique, le droit d’auteur est régi par la loi du 30 juin 1994 relative au droit d’auteur et aux droits voisins[153]. La Belgique a codifié la matière de la propriété intellectuelle dans le Livre XI du Code de droit économique[154] ;
- en Espagne, les dispositions relatives au droit d’auteur sont regroupées dans le livre premier de la loi sur la propriété intellectuelle du 11 novembre 1987, modifiée en 1996[155]. La loi du 7 juillet 2006 transpose en droit interne la directive communautaire 2001/29/CE[156] ;
- en France, les dispositions sur le droit d'auteur sont regroupées dans le Livre premier du Code de la propriété intellectuelle[157]. L’auteur dispose du droit exclusif d’exploiter son œuvre sous quelque forme que ce soit et d’en tirer un profit pécuniaire[CPI 5]. Une des spécificités du droit français est qu'il accorde un droit de repentir à l’auteur, qui lui permet de reprendre une œuvre déjà divulguée. Ce droit peut être exercé librement sous réserve d'indemniser le propriétaire de l’œuvre ;
- au Royaume-Uni, la propriété intellectuelle est réglementée par la loi sur le copyright, les dessins industriels et les brevets de 1988 (copyright, Designs and Patents Act)[158].

## Livre numérisé et algorithme générationnels
Certains livres ont été numérisés par de grandes sociétés, ne sont pas publiés aux lecteurs en raison des droits d'auteurs tout en étant exploités à une échelle industrielle notamment pour l'intelligence artificielle générative.

### Textes
Code de la propriété intellectuelle (France)
1. ↑  « Article L111-3 du code de la propriété intellectuelle », sur www.legifrance.gouv.fr.
2. ↑  L. 122-5, 9°.
3. ↑  « Article L 335-2-1 du code de la propriété intellectuelle », sur www.legifrance.gouv.fr.
4. ↑  « Article L121-1 du code de la propriété intellectuelle », sur legifrance.gouv.fr.
5. ↑  « Article L123-1 du code de la propriété intellectuelle », sur www.legifrance.gouv.fr.

Convention de Berne pour la protection des œuvres littéraires et artistiques (9 septembre 1886)
1. ↑  article 2 (texte).
2. 1 2  article 5.2 (texte).
3. ↑  article 2.7 (texte).
4. ↑  article 2.3 (texte).
5. ↑  article 15.1 (texte).
6. ↑  article 6 bis (texte).
7. ↑  article 9 (texte).
8. ↑  article 14 ter (texte).
9. ↑  article 10 (texte).
10. ↑  article 10 bis (texte).
11. ↑  article 7 (texte).
12. ↑  article 7 bis (texte).
13. ↑  article 7-8° (texte).

Déclaration universelle des droits de l’homme (10 décembre 1948)
1. ↑  article 27 (texte).

### Sources
1. ↑  Benoit Épron et Marcello Vitali-Rosati, L'édition à l'ère numérique, Paris, La Découverte, 2018.
2. ↑  Copibec, « Saviez-vous que le droit d'auteur se divise en plusieurs droits ? », sur copibec.ca, 14 février 2018 (consulté le 21 janvier 2020).
3. ↑  Code de la propriété intellectuelle (France) – Chapitre Ier : Droits moraux – Articles L.121-1 à L.121-9, sur Légifrance.
4. ↑  Jean Delumeau, La Civilisation de la Renaissance, Arthaud, 1967.
5. ↑  (en) Engström Christian, Rick Falkvinge, The Case for Copyright Reform. The Swedish Pirate Party & Greens/EFA EP, 17 avril 2012. Licence CC0 (domaine public), p. 38 et suiv. En ligne: http://www.copyrightreform.eu/.
6. ↑  (es) Yolanda Reyes, Ivar Da Coll, Los oficios de la imaginación, UNESCO, 2005,  (ISBN 958-95795-1-5).
7. ↑  (en) Loi de la Reine Anne du 10 avril 1710.
8. ↑  Selon la tradition, la première décision de justice accordant un droit de copie à l’auteur est le jugement royal relatif au Cathach de saint Colomba, rendu au VIIe siècle (datation cependant contestée).
9. ↑  (en) Article 1, Section 8 de la Constitution des États-Unis d'Amérique (texte).
10. ↑  Site de la SACD (lien).
11. ↑  Petite histoire des batailles du droit d’auteur, Interview d’Anne Latournerie, juin 2001 (texte).
12. ↑  Lire le texte transcrit sur wikisource.
13. ↑  Lire le texte transcrit sur wikisource.
14. ↑  Lire le texte transcrit sur wikisource.
15. ↑  Controverses du XIXe siècle sur la « propriété intellectuelle », Maison des Sciences de l'Homme, Paris Nord.
16. ↑  Projet de loi du 13 août 1936.
17. ↑  Anne Laborderie, « Droits d'auteur, droits du public : une approche historique », Multitudes, no 22,‎ février 2004, p. 21-33 (lire en ligne).
18. ↑  Anne Laborderie, « Petite histoire des batailles du droit d'auteur », Multitudes, no 5,‎ février 2001, p. 37-62 (lire en ligne).
19. ↑  Benhamou, Françoise, Farchy, Joëlle, Droit d'auteur et copyright, Paris : la Découverte, 2009, 126 p. (résumé).
20. ↑  Duchemin W., Réflexions sur le droit d'exposition (= Thoughts on the exhibition right = Reflexiones sobre el derecho de exposicion) ([Résumé]) Revue internationale du droit d'auteur,  (ISSN 0035-3515), 1993, no156, p. 14-107 (16 ref.) (Résumé Inist-CNRS)Cet ouvrage traite de certaines contradictions entre droits à exposer en vivant de son art et le droit à voir gratuitement l'art, dans le cadre de l'indispensable rencontre du public avec l'art;.
21. 1 2 3  Joëlle Farchy, Le droit d’auteur est-il soluble dans l’économie numérique ?, Revue Réseaux, Ed. La Découverte, 2001/6 (no 110), 220 pages.
22. ↑  Barlow J. (1994), « The economics of ideas, a framework for rethinking patents and copyrights in the digital age », Wired, mars.
23. ↑  Ysolde Gendreau, « Évolution du droit d’auteur international : un point de vue canadien », Revue québécoise de droit international / Quebec Journal of International Law / Revista quebequense de derecho internacional,‎ 2022, p. 269–289 (ISSN 0828-9999 et 2561-6994, DOI 10.7202/1087969ar, lire en ligne, consulté le 18 novembre 2022)
24. ↑  « Droits voisins : définition, exemples et textes de loi », sur www.journaldunet.fr, 21 décembre 2021 (consulté le 18 novembre 2022)
25. ↑  « L_2019130FR.01009201.xml », sur eur-lex.europa.eu (consulté le 18 novembre 2022)
26. ↑  Voir les deux Traités du gouvernement civil et l'Essai sur l’entendement humain (II, 27, 9).
27. ↑  Jean-Baptiste-Ambroise-Marcellin (1792-1861) Auteur du texte Jobard, Nouvelle économie sociale, ou Monautopole industriel, artistique, commercial et littéraire : fondé sur la pérennité des brevets d'invention, dessins, modèles et marques de fabrique / par J.-B.-A.-M. Jobard,..., 1844 (lire en ligne)
28. ↑  Paloque-Bergès, Camille. et Masutti, Christophe., Histoires et cultures du libre : des logiciels partagés aux licences échangées, Paris/Rocquencourt, Framasoft, 2013, 556 p. (ISBN 978-2-9539187-9-3 et 2-9539187-9-5, OCLC 852226079)
29. ↑  Georg Wilhelm Friedrich Hegel et Jean-François Kervégan (trad. de l'allemand), Principes de la philosophie du droit, Paris, Presses universitaires de France, 2013, 798 p. (ISBN 978-2-13-058396-7, DOI 10.3917/puf.hegel.2013.01, lire en ligne)
30. ↑  (en) Décision Wheaton vs. Peters, 33 U. S. 591 (1834), Cour suprême des États-Unis d'Amérique (texte).
31. ↑  Florent Latrive, Du bon usage de la piraterie, p. 32, Éditions Exils octobre 2004  (ISBN 2-912969-59-X).
32. ↑  Marcel Boyer, L'économie du droit d'auteur et de l’utilisation équitable, CIRANO, 2007, §29 p. 6 (texte) [PDF].
33. ↑  Il s'agit d'exemples généraux, un film peut tout aussi bien avoir un faible coût de conception.
34. ↑  En considérant la construction de l’édifice, non pas seulement ses plans.
35. 1 2  François Lévêque, Yann Menière, Économie de la propriété intellectuelle, La découverte, 2003  (ISBN 2-7071-3905-X).
36. ↑  « Banking Beats », sur www.bankingbeats.com (consulté le 24 février 2025)
37. ↑  « L'efficacité des aides publiques en faveur du cinéma français », sur Sénat, 3 avril 2023 (consulté le 1er novembre 2024)
38. ↑  (en) Oberholzer-Gee, « File-Sharing and Copyright », Working Papers,‎ 2009 (lire en ligne).
39. 1 2  Alexandre Baumann, L'impact économique du téléchargement illégal sur le marché de la musique, Paris, L'Harmattan, 2015, 204 p. (ISBN 978-2-343-05233-5).
40. ↑  Site de l’OMPI sur le droit d'auteur (lien).
41. ↑  Site de l’Alliance Globale pour la Diversité Culturelle (UNESCO).
42. ↑  « Convention de Berne pour la protection des œuvres littéraires et artistiques », sur www.wipo.int (consulté le 2 mai 2025)
43. ↑  Convention universelle sur le droit d'auteur du 6 septembre 1952 (version consolidée) (texte).
44. ↑  Accord sur les aspects des droits de propriété intellectuelle qui touchent au commerce signé le 15 avril 1994 (texte).
45. ↑  « Traité de l'OMPI sur le droit d'auteur », sur www.wipo.int (consulté le 2 mai 2025)
46. ↑  Petya Totcharova, Notions de base en matière de droit d’auteur et de droits voisins, UNESCO (texte) [PDF].
47. ↑  Exemple repris de l’article copyright.
48. ↑  Claire Le Henaff, Les Critères juridiques de l’œuvre à l’épreuve de l’art conceptuel, master Recherche en propriété intellectuelle, Poitiers, 2006 (texte) [PDF].
49. ↑  Yasser Omar Amine, « Le coup de baguette magique du droit d’auteur ne peut tomber que sur le numéro de magie "spectacle de magie" et non sur "l’effet magique"… », Revue Lamy Droit de l'Immatériel, no 97,‎ octobre 2013, p. 18.
50. ↑  « Arrangement de Vienne instituant une classification internationale des éléments figuratifs des marques », sur www.wipo.int (consulté le 2 mai 2025)
51. ↑  « Arrangement de Vienne concernant la protection des caractères typographiques et leur dépôt international »
52. ↑  « Police de la police », sur Livres-Hebdo
53. ↑  Rapport de Francis Palmero au nom de la Commission des Affaires étrangères, de la Défense et des Forces armées, sur le projet de loi autorisant la ratification de l'Arrangement de Vienne concernant la protection des caractères typographiques et leur dépôt international (ensemble un règlement d'exécution) et du Protocole à l'Arrangement de Vienne concernant la protection des caractères typographiques et leur dépôt international relatif à la durée de la protection, faits à Vienne le 12 juin 1973.
54. 1 2  Gérard Cornu, Vocabulaire juridique, PUF, 2007.
55. 1 2  Anne-Laure Stérin, Guide pratique du droit d'auteur, Maxima, 2007  (ISBN 978-2-84001-405-8).
56. ↑  Jugement Asphalt Jungle, tribunal de grande instance de Paris, 23 novembre 1988 (France)(texte).
57. ↑  « Arrêt Asphalt Jungle, Cour de cassation, 1re chambre civile, 28 mai 1991 (France) », 1991.
58. ↑  La photographie d'une œuvre, comme un objet industriel ou un bâtiment, est une œuvre photographique, elle-même protégée par le droit d'auteur si elle satisfait aux conditions d'originalité.
59. ↑  « Arrêt de la Cour de cassation, 1re civ., 12 décembre 2000 (France) ».
60. ↑  Tribunal de Grande Instance de Paris, 12 juillet 1990, pour une représentation non autorisée de l’Arche de la Défense près de Paris.
61. ↑  Pierre-Yves Gautier, Propriété littéraire et artistique, PUF, 2007, § 108 Théorie de l’arrière-plan.
62. ↑  « Cour d’appel de Lyon, 20 mars 2003 ».
63. ↑  Paula Schepens, Guide sur la gestion collective des droits d'auteur, UNESCO, 2000 (texte) [PDF].
64. ↑  Légalité de la parodie.
65. ↑  Educsol, Aspects Juridiques du droit d'auteur , éduscol, ministère de l'Éducation nationale, ministère de l'Enseignement supérieur et de la Recherche.
66. ↑  article L 122-5-3° du code de propriété intellectuelle (CPI).
67. ↑  Michel Thiollière, Commission des affaires culturelles, Sénat, Rapport sur le projet de loi relatif au droit d'auteur et aux droits voisins dans la société de l’information, avril 2006, p. 52.(France)(texte).
68. ↑  Exemples de plusieurs entrées dans le domaine public aux États-Unis et au Japon sur le site ActuaLitté (2013).
69. ↑  Directive européenne sur l'harmonisation de certains aspects du droit d'auteur et des droits voisins dans la société de l'information (1993)
70. 1 2  La propriété littéraire et artistique, culture.gouv.
71. ↑  Ministère de l'Éducation Nationale, educnet.
72. ↑  Page au sujet de la durée de protection.
73. ↑  (en) Arrêt Balken vs Selden 101 US 99 (1879), Cour suprême des États-Unis d'Amérique (arrêt).
74. ↑  (en) Arrêt Feist Publ'ns Inc. vs Rural Tel. Serv. Co. 499 US 340, 345 (1991, Cour suprême des États-Unis d'Amérique) (arrêt).
75. ↑  (en) 17 USC §102 (a)(États-Unis d'Amérique).
76. ↑  Bell V. (1998), « Fair use vs. fared use: the impact of automated rights management on copyright’s fair use doctrine », N.C. Law Review, vol. 76, p. 557-620.
77. ↑  (en) Dispositions sur le fair use dans la loi sur le copyright aux États-Unis d'Amérique, 17 USC §107 (texte).
78. ↑  (en) Eric Faden, A fair(y) use tale (vidéo).
79. ↑  Protocole additionnel à la Convention de sauvegarde des Droits de l’Homme et des Libertés fondamentales tel qu'amendé par le Protocole no 11 (texte).
80. ↑  Groupe de spécialistes sur les droits de l’Homme dans la société de l’information, Conseil de l’Europe, Droits d’auteur et droits de l’Homme, 2009 (texte) [PDF].
81. ↑  En Europe, la liberté d'expression et le droit à l’information sont reconnus par l’article 10 de la Convention de sauvegarde des Droits de l’Homme et des Libertés fondamentales (texte) [PDF].
82. ↑  Ce droit est reconnu par l’article 8 de la Convention de sauvegarde des Droits de l’Homme et des Libertés fondamentales.
83. ↑  Article 3 de la Convention de Rome du 19 juin 1980 sur la loi applicable aux obligations contractuelles.
84. ↑  Article 4 de la Convention de Rome du 19 juin 1980 sur la loi applicable aux obligations contractuelles.
85. ↑  Article 5.3 de la Convention de Bruxelles concernant la compétence judiciaire et l’exécution des décisions en matière civile et commerciale (texte).
86. ↑  Arrêt Mines de potasse d’Alsace, Cour de justice de l’Union européenne, 30 novembre 1976.
87. ↑  André Lucas, La Loi applicable à la violation du droit d’auteur dans l’environnement numérique, UNESCO, 2005 (texte) [PDF].
88. ↑  Cour d’appel de Paris 26 avril 2006 (texte).
89. ↑  Arrêt Yves Cass c/ E-bay Cour d’appel de Paris 9 novembre 2007 (texte) [PDF].
90. ↑  (en) Décision Yahoo !, Cour de district de Californie, 7 novembre 2001.
91. ↑  Jugement SAIF c/ Google Tribunal de grande instance de Paris, 20 mai 2008 (texte) [PDF].
92. ↑  Fabrice Siiriainen, « Droit d’auteur » contra « droit de la concurrence » : versus « droit de la régulation », RIDE XV, 4 2001/4, 2001 (texte).
93. ↑  Arrêt Magill, Tribunal de Première instance de l’Union européenne, 10 juillet 1991 (texte).
94. ↑  Arrêt Magill, Cour de justice de l’Union européenne, 6 avril 1995 (arrêt).
95. ↑  [PDF] Arrêt IMS Health, Cour de justice de l’Union européenne, 29 avril 2004.
96. ↑  Arrêt Microsoft, Tribunal de première instance de l’Union européenne, 17 novembre 2007 (arrêt).
97. ↑  (en) Jennifer Jenkins, « This Bear’s For You! (Or, Is It?) : Can Companies Use Copyright and Trademark To Claim Rights to Public Domain Works? » , sur Duke’s Center for the Study of the Public Domain, 2022.
98. ↑  Voir par exemple l'arrêt Dastar Corp. v. Twentieth Century Fox Film Corp.
99. ↑  Séverine Dusollier, Droit d'auteur et protection des œuvres dans l’univers numérique, Larcier, 2005,  (ISBN 2-8044-1716-6).
100. ↑  Arrêt Mulholland Drive, Cour de cassation, 1re chambre civile, 28 février 2006 (France) (texte).
101. ↑  « Quand l’Europe repense les droits d’auteur de la nouvelle ère digitale - Décryptages - EY », sur questionsdetransformation.ey.com, 26 avril 2019 (consulté le 27 avril 2019)
102. ↑  (en) § 106A e) de la loi des États-Unis d'Amérique sur le copyright (texte).
103. ↑  Pierre-Yves Gautier, Propriété littéraire et artistique, PUF, 2007, no 322 Don sur l’Internet.
104. ↑  Valérie-Laure Benabou et Joëlle Farchy (dir.) La mise à disposition ouverte des œuvres de l’esprit [PDF], CSPLA, 2007.(France).
105. ↑  Qu'est-ce que le copyleft ?, site GNU (lien).
106. ↑  Friedman, D. (1996), « A World of Strong Privacy: Promises and Perils of Encryption », Social Philosophy And Policy, vol. 13, no 2.
107. ↑  Pierre-Joseph Proudhon, Les Majorats littéraires, 1862.
108. ↑  (en) Richard Stallman, Did You Say “Intellectual Property” ? It's a Seductive Mirage, site GNU (lien).
109. ↑  Guillaume de Lacoste Lareymondie, Le droit d'auteur est-il une notion périmée ?, NonFiction.fr, 23 avril 2010.
110. ↑  Plant A. (1934), « The economic aspects of copyright in books », Economica, 1, p. 167-195.
111. 1 2  Breyer S., 1970, « The uneasy case for copyright: a study of copyright in books, photocopies and computer programs », Harvard Law Review, no 84.
112. ↑  (en) David K. Levine, Against intellectual monopoly, 2008.
113. ↑  Florent Latrive, Du bon usage de la piraterie : culture libre, sciences ouvertes, Exils Éditeur, 2007 (ISBN 978-2-912969-59-0)(texte).
114. ↑  Farchy J., Rochelandet F. (2000), « Protection of authors and dissemination of works in the digital universe, the case of the french film industry », Communications et strategies, no 39, septembre.
115. ↑  Farcht J., Rochelandet F. (2001), « La copie privée numérique : un danger pour la diffusion commerciale des œuvres culturelles ? » Réseaux, vol. 19, no 106.
116. ↑  Farchy J., Rochelandet F. (2001), « La gestion des droits d’auteur dans l’univers multimédia : les formes évolutives de la coopération », The dynamics of firms cooperation, sous la direction de Bellon B., Plunket A., Voisin C., Edward Elgar.
117. ↑  « loi relative au droit d'auteurs des livres indisponibles ».
118. ↑  Tentative de protéger l’histoire du yoga, Le Télégramme, 21 août 2009 (texte).
119. ↑  Les droits d’auteur génèrent près de 100 000 emplois en Belgique.
120. ↑  [PDF] voir En 2009, les ventes numériques ont représenté 12,9 % du chiffre d’affaires des éditeurs phonographiques (Source : SNEP page 2).
121. ↑  Ce que gagnent les écrivains (Delphine Peras et Jérôme Dupuis), publié le 02/04/2010..
122. ↑  « AIPO - African Organization of Intellectual Property », sur www.oapi.int (consulté le 2 mai 2025)
123. ↑  « L'Accord de Bangui - L'Accord de Bangui révisé - Les brevets dans l'Accord de Bangui », sur www.wipo.int (consulté le 2 mai 2025)
124. ↑  « Le Canada et les États-Unis : différences au chapitre de la loi sur le droit d'auteur », sur gowlingwlg.com (consulté le 9 novembre 2024)
125. ↑  (es) Loi Nº 17.336 du 2 octobre 1970 sur la propriété intellectuelle (Chili)?idNorma=28933 (texte).
126. ↑  (es) Décret 1222 du 17 mai 1971 (Chili)?idNorma=16914 (texte).
127. ↑  (es) Loi du 28 janvier 1982 sur les droits d'auteur (Colombie)(texte).
128. ↑  (es) Loi fédérale sur le droit d'auteur (Mexique)(texte) [PDF].
129. ↑  Office de la propriété intellectuelle du Canada (voir aussi Le guide des droits d'auteur de l'Office de la propriété intellectuelle du Canada) [PDF].
130. ↑  Gouvernement du Canada, « Loi sur le droit d'auteur », sur laws-lois.justice.gc.ca, 26 novembre 2024 (consulté le 2 janvier 2025)
131. ↑  (en) Titre 17 du Code des États-Unis (texte).
132. ↑  (en) Durée du copyright aux États-Unis (site de l’université de Cornell)(lien).
133. ↑  Catherine Druez-Marie, La propriété intellectuelle en Chine : pour un renforcement effectif de la protection en faveur des entreprises, IRPI, 2004 (texte) [PDF].
134. ↑  Catherine Druez-Marie et Magali Bonnecarrere, Comment protéger et défendre vos droits en Chine, IRPI, 2007 (texte)[PDF].
135. ↑  (en) Loi sur le droit d'auteur au Japon (texte).
136. ↑  Commission européenne sur le droit d'auteur.
137. ↑  Directive 91/250/CEE du Conseil, du 14 mai 1991, concernant la protection juridique des programmes d'ordinateur (texte).
138. ↑  Directive 96/9/CE du Parlement européen et du Conseil, du 11 mars 1996, concernant la protection juridique des bases de données.
139. ↑  Directive 2006/116/CE du Parlement européen et du Conseil du 12 décembre 2006 relative à la durée de protection du droit d'auteur et de certains droits voisins (version consolidée) (texte) [PDF].
140. ↑  Directive 2001/84/CE du Parlement européen et du Conseil du 22 mai 2001 sur l’harmonisation de certains aspects du droit d'auteur et des droits voisins dans la société de l’information (texte) [PDF].
141. ↑  Directive 2001/84/CE du Parlement Européen et du Conseil du 27 septembre 2001 relative au droit de suite au profit de l’auteur d'une œuvre d'art originale (texte) [PDF].
142. ↑  droit de location et de prêt.
143. ↑  durée de protection du droit d’auteur et de certains droits voisins.
144. ↑  Memorandum of Understandings.
145. ↑  modifiant la directive 2006/116/CE.
146. ↑  œuvres orphelines.
147. ↑  la gestion collective du droit d’auteur et des droits voisins.
148. ↑  Directive 93/83/CEE du Conseil, du 27 septembre 1993, relative à la coordination de certaines règles du droit d'auteur et des droits voisins du droit d'auteur applicables à la radiodiffusion par satellite et à la retransmission par câble (texte).
149. ↑  Directive 2006/115/CE du Parlement européen et du Conseil du 12 décembre 2006 relative au droit de location et de prêt et à certains droits voisins du droit d'auteur dans le domaine de la propriété intellectuelle (version codifiée) (texte) [PDF].
150. ↑  Directive 87/54/CEE du Conseil du 16 décembre 1986 concernant la protection juridique des topographies de produits semi-conducteurs (texte).
151. ↑  Ministère de la Culture (France), règle de l’épuisement des droits.
152. ↑  Véronique Sterin, Introduction au système juridique allemand [PDF], IRPI, 2004.
153. ↑  Loi du 30 juin 1994 relative au droit d'auteur et aux droits voisins (Belgique) (texte).
154. ↑  Axel Beelen, Livret reprenant les dispositions en matière de propriété intellectuelle du Livre XI du Code de droit économique belge.
155. ↑  (es) Loi de 1987 sur la propriété intellectuelle (Espagne) (texte) [PDF].
156. ↑  (es) Loi du 7 juillet 2006 (Espagne) (texte) [PDF].
157. ↑  Code de la propriété intellectuelle (France).
158. ↑  (en) Copyright, Designs and Patents Act 1988, chap. 48 (Royaume-Uni) (texte).
159. ↑  https://www.paralleles.unige.ch/files/9116/9823/6932/Paralleles-35-2_Larsonneur.pdf

#### Ouvrages généraux
- Pierre Astier et Laure Pécher, Droits d'auteur en usage en Europe, Le Motif, 2010
- Françoise Benhamou et Joëlle Farchy, Droit d'auteur et copyright, La découverte, 2009  (ISBN 978-2-7071-5062-2)
- Christophe Caron, Droit d’auteur et droits voisins, Litec, 2006  (ISBN 2-7110-1053-8)
- Bernard Edelman, La propriété littéraire et artistique, Que sais-je ?, PUF, 2008  (ISBN 978-2-1305-6090-6)
- Pierre-Yves Gautier, Propriété littéraire et artistique, PUF, 2007  (ISBN 978-2-13-056321-1)
- Xavier Linant de Bellefonds, Droits d’auteur et droits voisins, Dalloz, 2004  (ISBN 978-2-247-05539-5)
- Delia Lipszyc, Droit d'auteur et droits voisins, UNESCO, 1999  (ISBN 92-3-202837-9)
- André Lucas et Henri-Jacques Lucas, Traité de la propriété littéraire et artistique, Litec, 2006  (ISBN 978-2-7110-0518-5)
- Frédéric Pollaud-Dulian, Le droit d'auteur, Economica, 2004  (ISBN 978-2-7178-4926-4)
- Pierre Sirinelli, Mémento de propriété littéraire et artistique, Dalloz, 2004  (ISBN 2-247-02730-X)
- Anne-Laure Stérin, Guide pratique du droit d'auteur, Maxima, 2007  (ISBN 978-2-8400-1405-8)
- Michel Vivant et Jean-Michel Bruguière, Droit d'auteur, Dalloz, 2009  (ISBN 2-2470-7098-1)
- André Bertrand, Le droit d’auteur et les droits voisins, Dalloz, 1999
- Emmanuel Pierrat, La guerre des copyrights, Fayard, 2006
- Emmanuel Pierrat, Le droit du livre, Éd. du Cercle de la Librairie, 2013
- Emmanuel Pierrat, Le droit d’auteur et l’édition. Éd. du Cercle de la Librairie, 2013

#### Ouvrages spécialisés
- Alexandre Baumann, L'impact économique du téléchargement illégal sur le marché de la musique, L'Harmattan, 2015, 204p.  (ISBN 978-2-343-05233-5)
- (en) Rebekah Chevalier, Fabio Botelho Josgrilberg, Simei Monteiro et al., Love to share : Intellectual Property Rights, Copyright, and Christian Churches, World Association for Christian Communication and the World Council of Churches, 2005, 58 p. (ISBN 978-2-8254-1519-1, présentation en ligne, lire en ligne [PDF])
- Martine Denoyelle et Johanna Daniel, Guide pratique pour la recherche et la réutilisation des images d’œuvres d’art, INHA, 2021, 46 p. (lire en ligne)
- (en) Christian Engström, The Case for Copyright Reform, The Swedish Pirate Party & Greens/EFA EP, 17 avril 2012, 1re éd., 108 p., 14,81x20,98 cm (ISBN 978-1-4716-7178-4, lire en ligne)
- Florent Latrive, Du bon usage de la piraterie : culture libre, sciences ouvertes, Exils Éditeur, 2007  (ISBN 978-2-9129-6959-0) (texte)
- Séverine Dusollier, Droit d'auteur et protection des œuvres dans l’univers numérique, Larcier, 2005  (ISBN 2-8044-1716-6)
- Lawrence Lessig , « Propriété : Fondateurs ». In Culture Libre : comment les médias utilisent la technologie et la loi pour confisquer la culture et contrôler la créativité 2004, p. 114-125.
- (en) Lawrence Lessig, The future of Ideas. The Fate of the Commons in a Connected Work, 2001 (texte)
- François Lévêque, Yann Menière, Économie de la propriété intellectuelle, La découverte, 2003  (ISBN 2-7071-3905-X)

#### Rapports officiels
- Andrew Gowers, (en) Gowers review on intellectual property [PDF], décembre 2006 (Royaume-Uni)
- Commission des Communautés Européennes, Livre vert sur le droit d'auteur dans l’économie de la connaissance (texte) [PDF] , 2008
- Michel Muller, Conseil économique et social, Les droits d'auteur [PDF], 2004 (France)
- Michel Thiollière, Commission des affaires culturelles, Sénat, Rapport no 53 (2008-2009) [PDF] sur le projet de loi favorisant la diffusion et la protection de la création sur Internet, 22 octobre 2008 (France)
- Franck Riester, Commission des lois constitutionnelles, de la législation et de l’administration de la République, Assemblée Nationale, Rapport no 1486 sur le projet loi favorisant la diffusion et la protection de la création sur Internet (texte) [PDF], 18 février 2009 (France)
- Christian Vanneste, Commission des lois constitutionnelles, de la législation et de l’administration de la République, Assemblée Nationale, Rapport no 1206 sur le projet de loi relatif au droit d’auteur et aux droits voisins dans la société de l’information (texte) [PDF], 1er juin 2005 (France)

### Vidéographie
- (en) Copyright as Intellectual Property Privilege (Chapman University School of Law Prof. Tom Winston Bell on the Copyright Act of 1790, the Constitutional amendments, and fair use defense), Serious Science, par Tom Winston Bell, sur Youtube